# Histoire de la Tchéquie

Armes de la présidence de la République tchèque, entrecroisant le lion tchèque, les aigles morave et silésien. La devise du pays est inscrite en dessous : « la vérité vaincra ».

Cet article sur l'histoire de la Tchéquie vise à couvrir l'histoire du territoire appartenant aujourd'hui à la Tchéquie, mais qui a existé autrefois, dans des frontières qui sont à peu près celles du pays actuel, sous d'autres noms : Bohême, royaume de Bohême, pays de la Couronne de Bohême, partie occidentale de la Tchécoslovaquie, protectorat de Bohême-Moravie, République socialiste tchèque, République tchèque au sein de la République fédérale tchèque et slovaque puis République tchèque indépendante.
Ce petit pays sans littoral d'Europe centrale a, en 2024, une superficie de 78 870 km2 et une population de 10 516 707 habitants, Tchèques (Čech). Ce chiffre était de 10 en 1975 et 1910, 8,2 en 1880, 6,8 en 1850, 4,7 en 1800. La diaspora tchèque (en), se situe dans les minorités dans les pays frontaliers (forte d'au moins un million), mais aussi en Europe (Royaume-Uni, France) et en Amérique (États-Unis (1,5 million), Canada (100 000), Argentine, Brésil, Mexique).

## Préhistoire et protohistoire

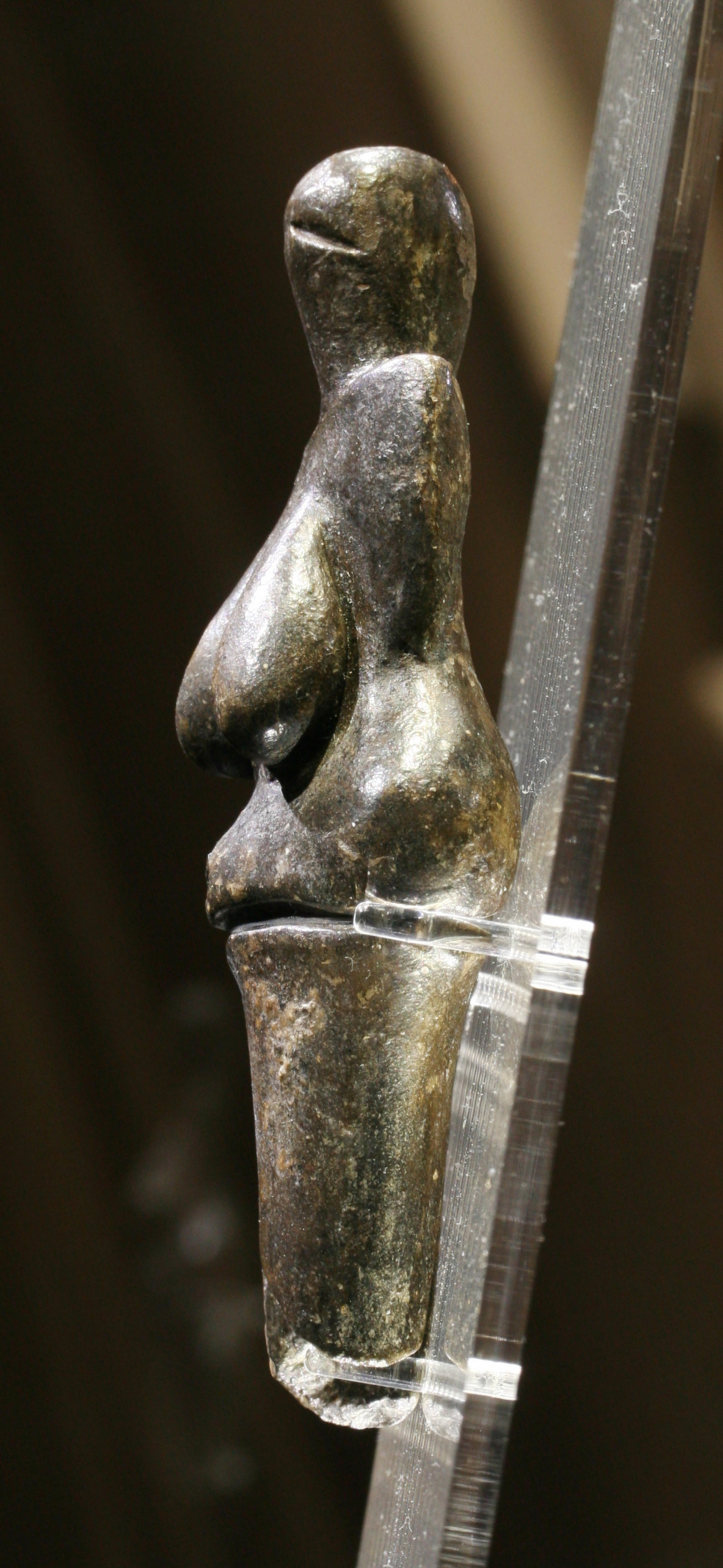
Vénus de Dolní Věstonice

Le territoire de la Tchéquie est habité par des humains depuis la Préhistoire : des objets datant de l'âge de pierre ont été trouvés lors de fouilles. Le squelette dit Zlatý kůň découvert entre dans les grottes de Koněprusy fait partie, en 2021, des trois génomes d'homme moderne d'Eurasie vieux de plus de 40 000 ans. Cette femme est datée d’environ 45 000 ans,. La Vénus de Dolní Věstonice découverte en 1925 en Moravie est la plus ancienne pièce de céramique connue à ce jour.

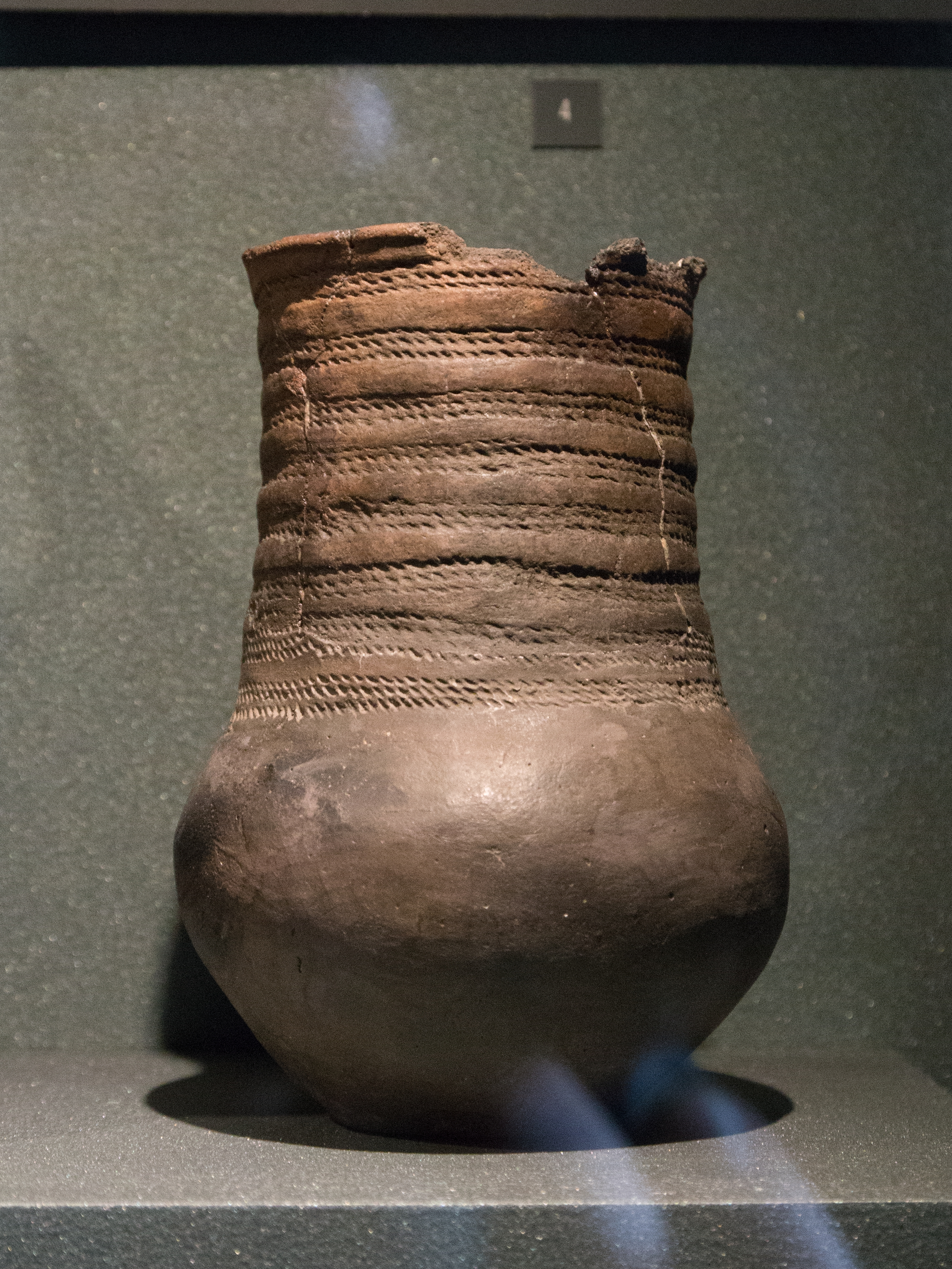
Poterie de la céramique cordée trouvée près de Velké Přílepy

Comme dans le reste de l'Europe centrale, l'agriculture coïncide avec l'apparition du complexe de la culture rubanée (5 400 à 4 700 ans av. J.-C.) marquant la transition vers le début du néolithique. Cette culture est suivie par la culture de la céramique décorée au poinçon et par la culture de Lengyel, un peu plus au sud. Elles ont été remplacées par de nombreuses sociétés de l'Âge du cuivre (Énéolithique, ~4400 à 2200 avant notre ère), associées à plus d'une douzaine de groupes culturels archéologiques, notamment de Jordanów, culture des vases à entonnoir, culture de Baden, de Řivnáč et la culture des amphores globulaires
La culture de la céramique cordée (env. 3 000 à 2 200 ans av. J.-C.) qui se répand dans toute la Bohême vers 2900 avant notre ère, puis la culture campaniforme (vers 2900 av. J.-C. à 1900 av. J.-C.) introduisent une population issue des migrations de la culture Yamna.
La culture d'Unétice est une culture archéologique du début de l'Âge du bronze en Europe centrale (vers 2300 av. J.-C. – vers 1600 av. J.-C.). Le site éponyme de cette culture, le village d'Únětice, est situé dans le centre de la Tchéquie, au nord-ouest de Prague.
Depuis au moins 3 000 ans av. J.-C., les Proto-Celtes sont implantés en Bohême, où ils ont défriché une partie de la vaste forêt hercynienne. Le peuple celte des Boïens (latinisé en Boii) a donné son nom à la région (Boiohaemum en latin). Les tribus germaniques s'installent sur le territoire à partir du Ier millénaire.
Différents sites archéologiques en Tchéquie témoignent attestent de diverses cultures :
- Culture de la céramique cordée, Culture rubanée, Culture de la céramique décorée au poinçon
- Culture campaniforme, Culture lusacienne (et de Billendorf), Culture de Hallstatt et de La Tène
- Culture d'Unétice, Culture des tumulus, Culture des champs d'urnes

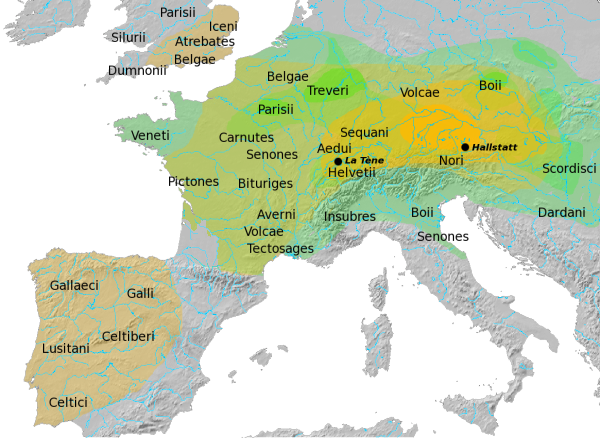
Expansion des cultures de Hallsatt et de La Tène
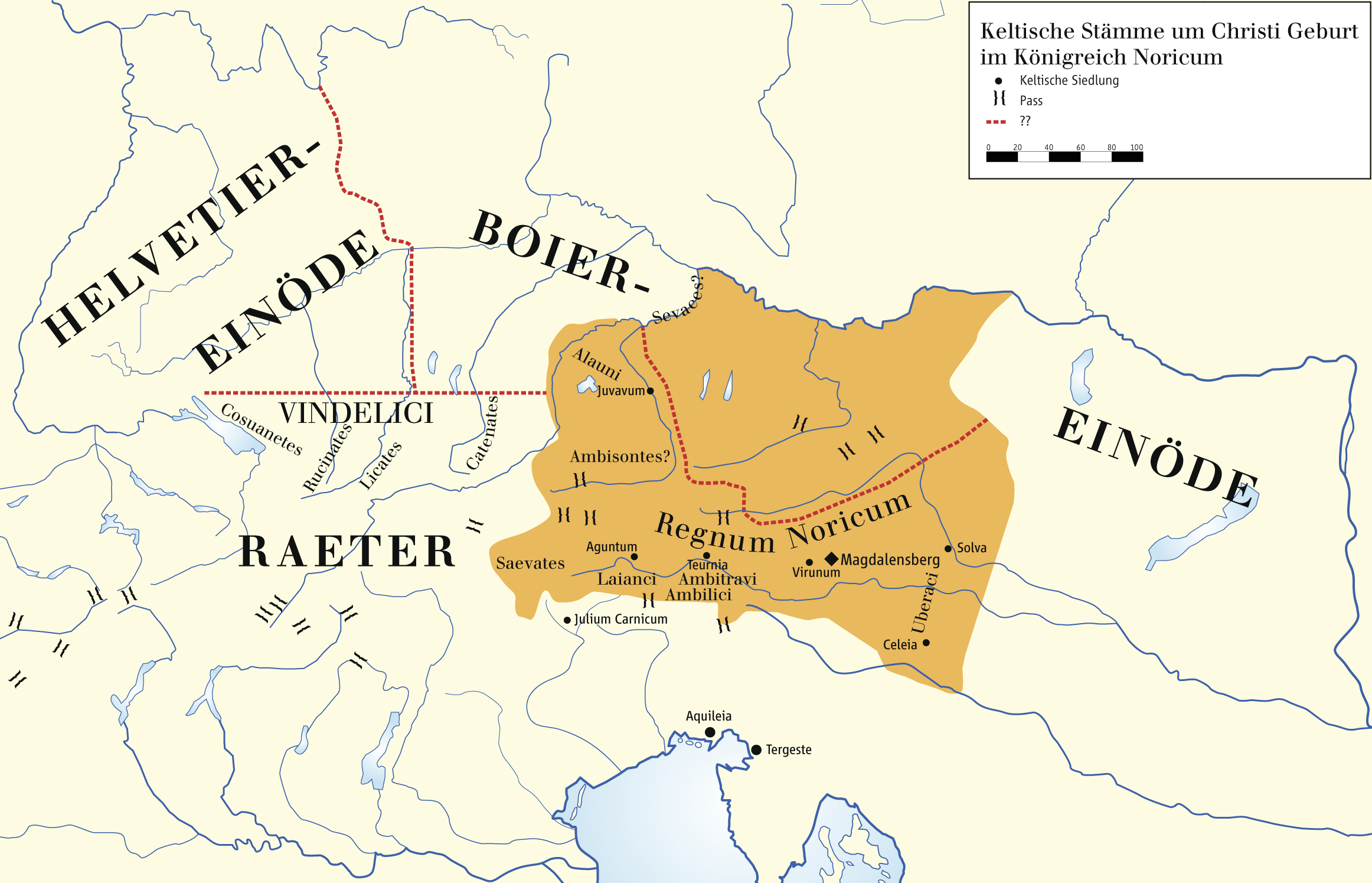
Celtes d'Europe centrale
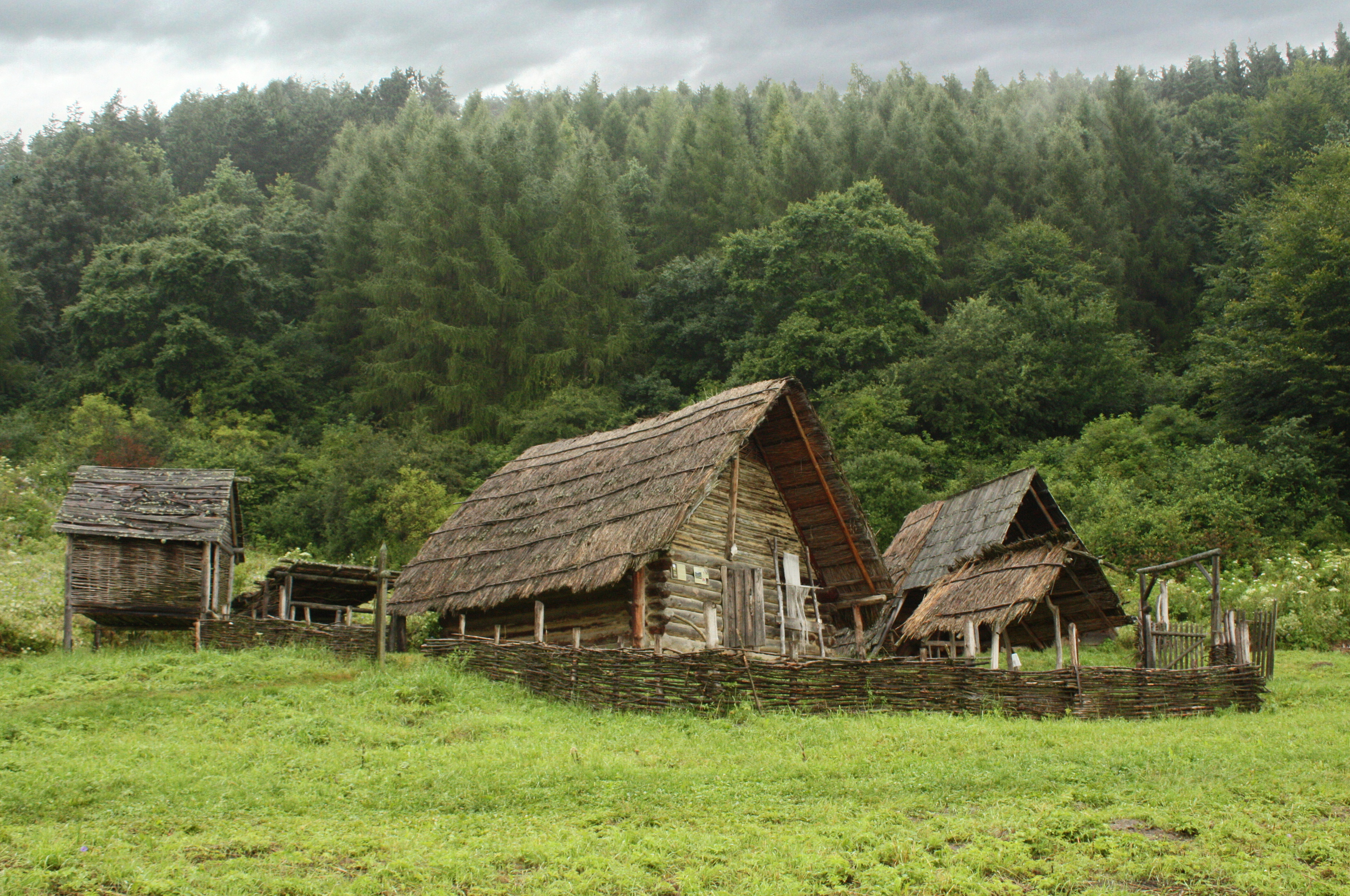
Musée archéologique en plein air d'Havránok (en) (Slovaquie) : habitat celte

- Europe néolithique
- Peuples préceltiques, Histoire des Celtes
- Âge du bronze en Europe, Âge du fer germanique

## Antiquité

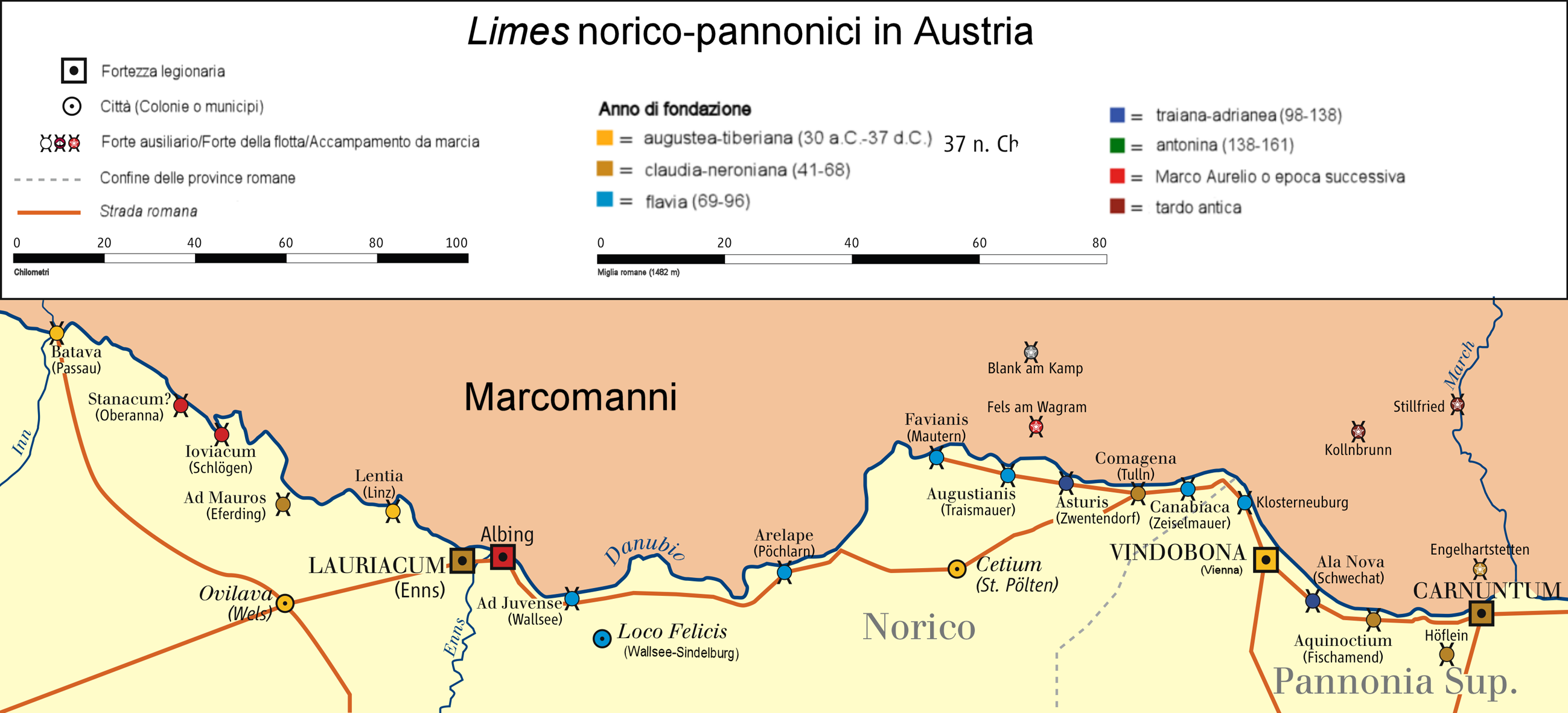
Limes danubien de Norique
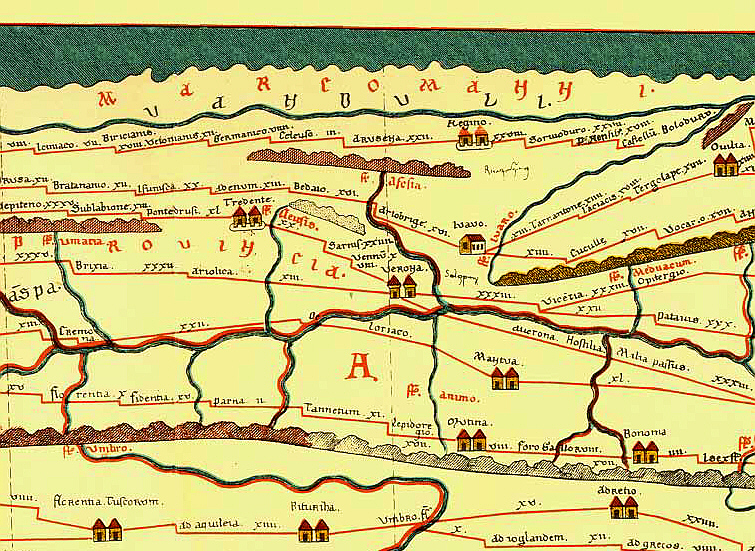
Situation régionale sur la Table de Peutinger

L'expansion romaine passe par des contacts commerciaux et guerriers (défensifs autant qu'offensifs) et la création de nouvelles provinces : Pannonie, Norique, Rhétie.
Les limes danubien (en), limes de Pannonie (en) et limes de Mésie (en) précisent les zones d'influence des différents peuples en présence.
La crise des Cimbres, Teutons et Ambrons, ou guerre des Cimbres, est terminée.
Leurs migrations ont pris fin avec leur défaite à la bataille de Verceil (101 av. J.-C.).
De même que les Germains Marcomans, les Celtes Boïens, qui ont donné leur nom à la Bohême, sont restés au nord des limes de la romanité assez longtemps pour entretenir des liens de « réciproque hospitalité », sans pour autant une acculturation.
Les Germains Marcomans s'installent en Bohême à l'époque de leur roi Marobod, après en avoir refoulé les Boïens.
À partir de la Pannonie (actuelle Hongrie), les commerçants romains sont remontés jusqu'en Moravie. Des traces de leur passage et campement ont notamment été découvertes à Olomouc.
Durant l'Antiquité, la région (au moins la Moravie) est traversée par la route de l'ambre, qui relie la Mer Baltique à la Mer Adriatique et l'Italie (Aquilée, Venise, Rome), par Wrocław (Vratislavie, Breslau), Olomouc (Olomuntium, Olmütz), Brno (Eburodunum, Bruna, Brünn, Brin), Bratislava (Prešporok, Prešpurk, Pressburg), Sopron, Ljubljana.

## Grandes migrations

Empires francs 481-814
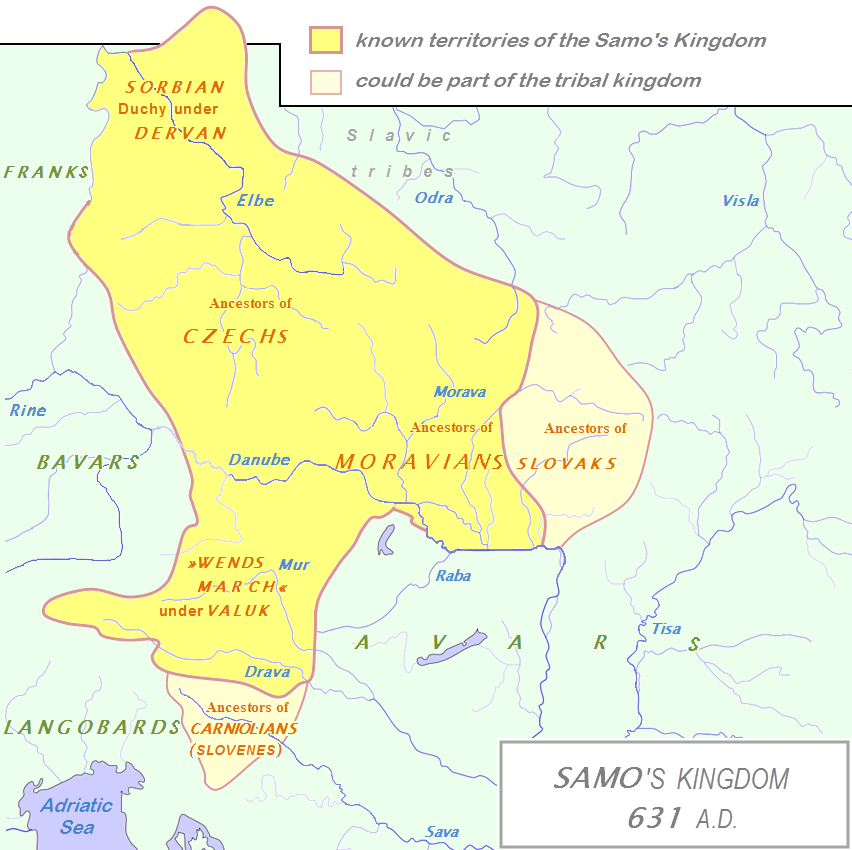
Royaume de Samo
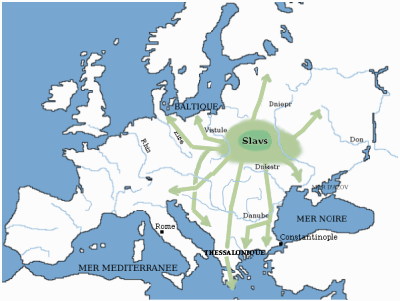
Dispersion des Slaves occidentaux
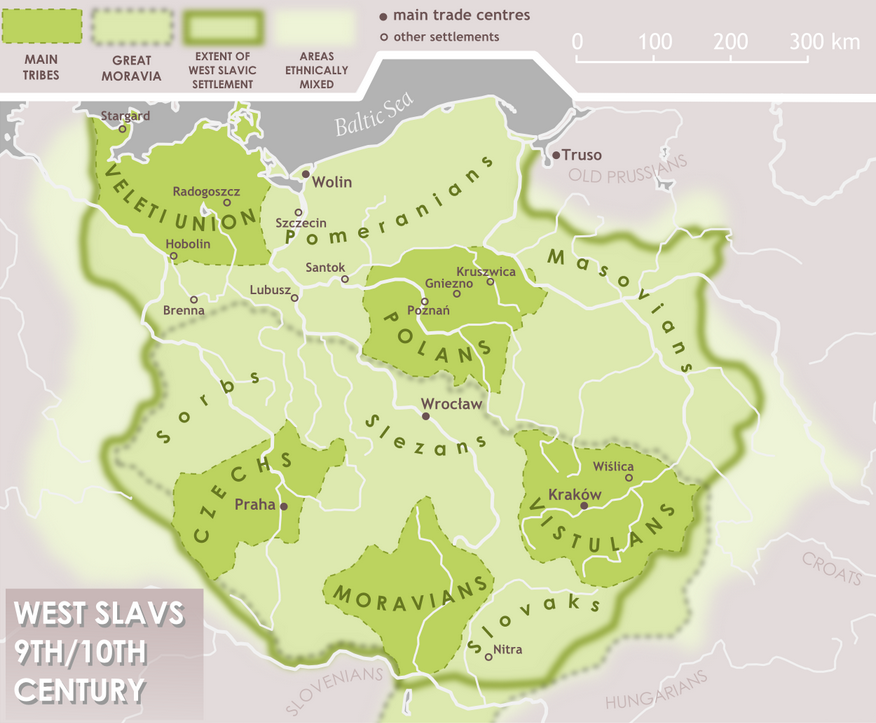
Slaves occidentaux aux IXe et Xe siècles
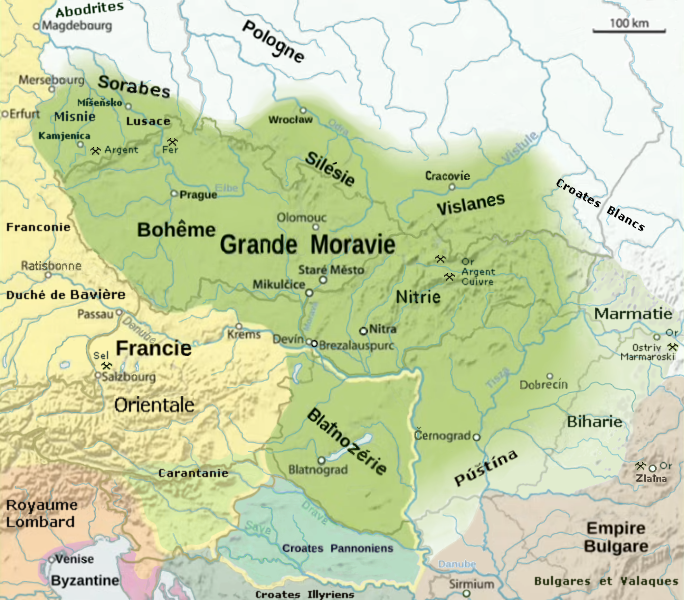
Principauté de Grande-Moravie à l'époque de Svatopluk Ier

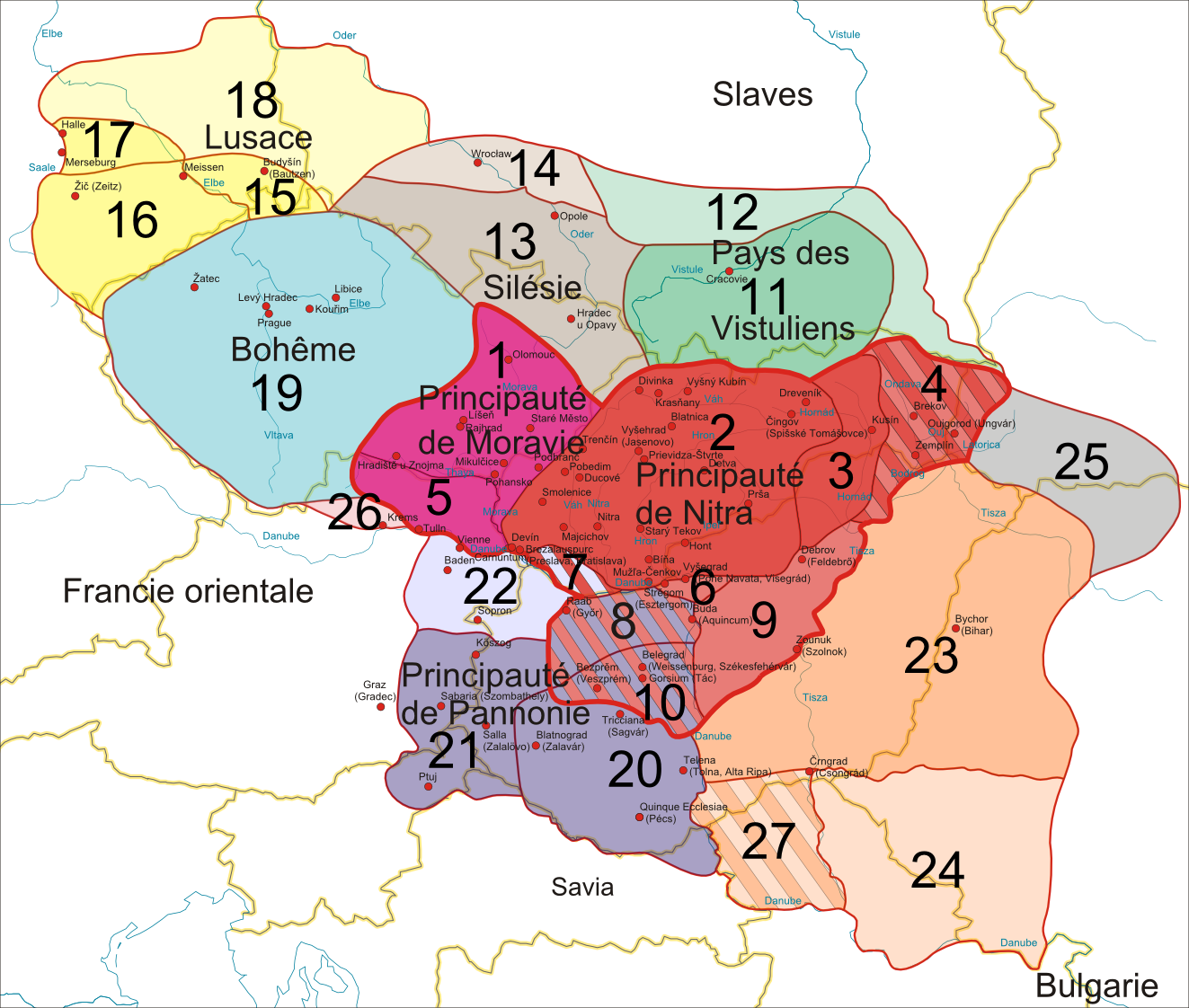
Grande-Moravie
Régions historiques : Bohême, Moravie, Silésie

Les « grandes invasions » (pour l'Europe occidentale) ou « invasions barbares » (pour les francophones), sont appelées stěhování národů (Völkerwanderung), « migrations des peuples » en Europe centrale. Leur histoire est également complexe.
Les Slaves occidentaux arrivent dans la région actuelle de la Tchéquie dans les années 450-550.
Après le départ des Lombards vers l'Italie, au printemps 568, le Khagan Bayan occupe la partie ouest du bassin des Carpates et toute la région du moyen-Danube. Les Avars avancent jusqu’en Bavière et multiplient les raids de pillage dans le monde germanique, souvent en tant que mercenaires des souverains d’Europe occidentale et méridionale.
Selon la chronique de Frédégaire, une union des tribus slaves (Moravie, Bohême, Serbie blanche) entre 623 et 659 se place sous la direction du marchand goth / franc Samo de Bohême, pour contrer les attaques avares, jusqu'à disparaître.
Le khaganat avar (560-805) est alors le voisin le plus agressif mais aussi le plus cultivé, ainsi qu'en atteste l'Horizon Blatnica-Mikulčice (en), site archéologique binational (tchèque et slovaque) des Avars de Pannonie ou khanat (pseudo-)avar des VIIe-IXe siècle.
Vers 820-870, avec Mojmír Ier et Rastislav, se constitue la principauté slave de Grande-Moravie (Mährerreich), qui marque le début de l'histoire slovaque, sorabe et tchèque, avec l'arrivée des moines missionnaires byzantins Cyrille et Méthode qui évangélisent la région et donnent aux peuples slaves l'alphabet glagolitique.
Après l'éclatement de l'Empire carolingien confirmé par le Traité de Verdun (843), l'avènement de Louis II de Germanie (liste des souverains d'Allemagne), roi de Bavière (817-865) et roi (843-876) de Francie orientale (futur Royaume de Germanie (911-1806)) confirme une présence et une poussée à l'ouest de la région.
Svatopluk Ier, de Nitra, dirige la Moravia Magna de 870 à 894, et annexe la Bohême et la Slovaquie occidentale (et une petite part de la Hongrie et de la Bavière (Serbie blanche).

## Origines de l'État tchèque (Xe-XIVesiècle)

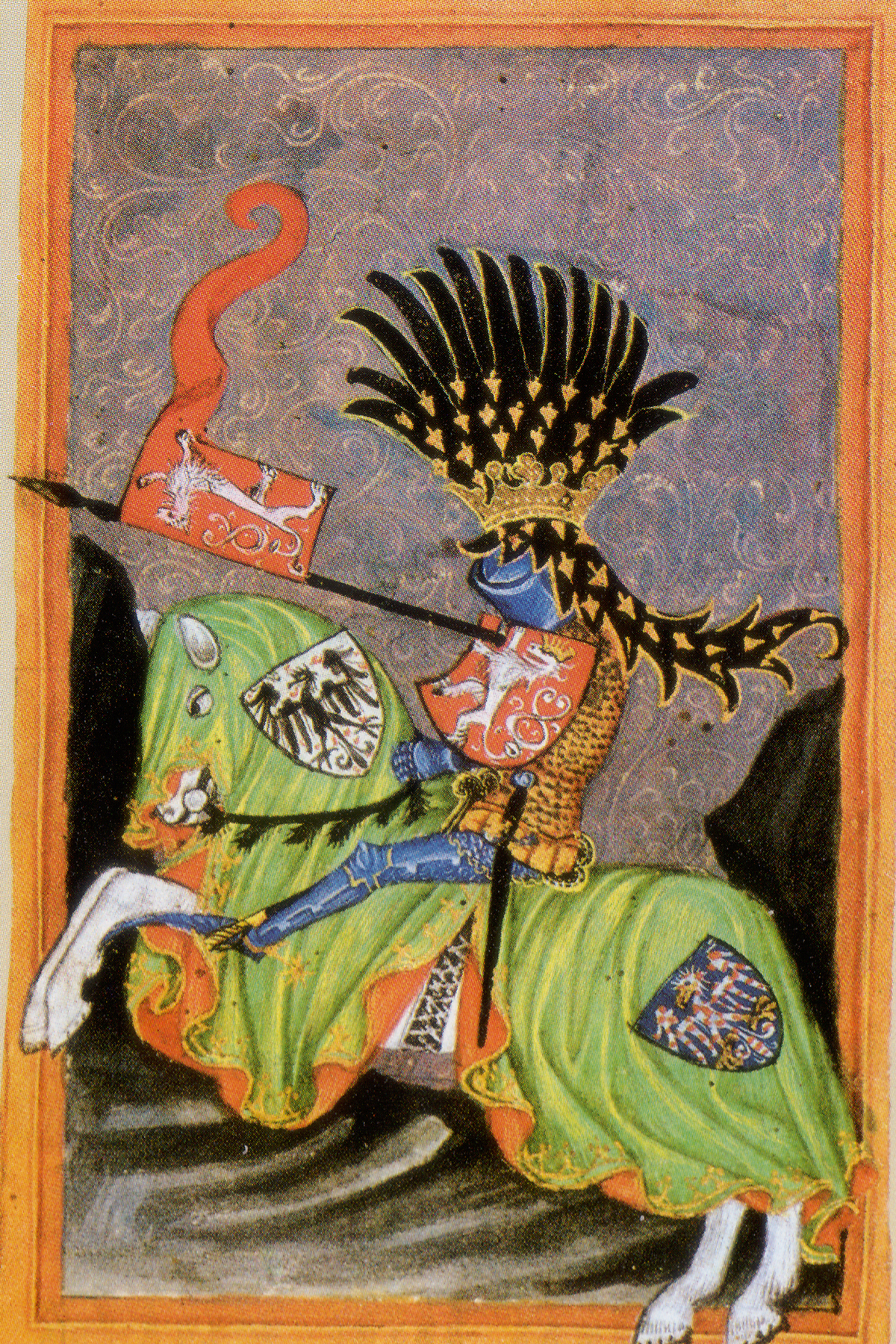
Venceslas Ier (roi de Bohême) (1205-1253)
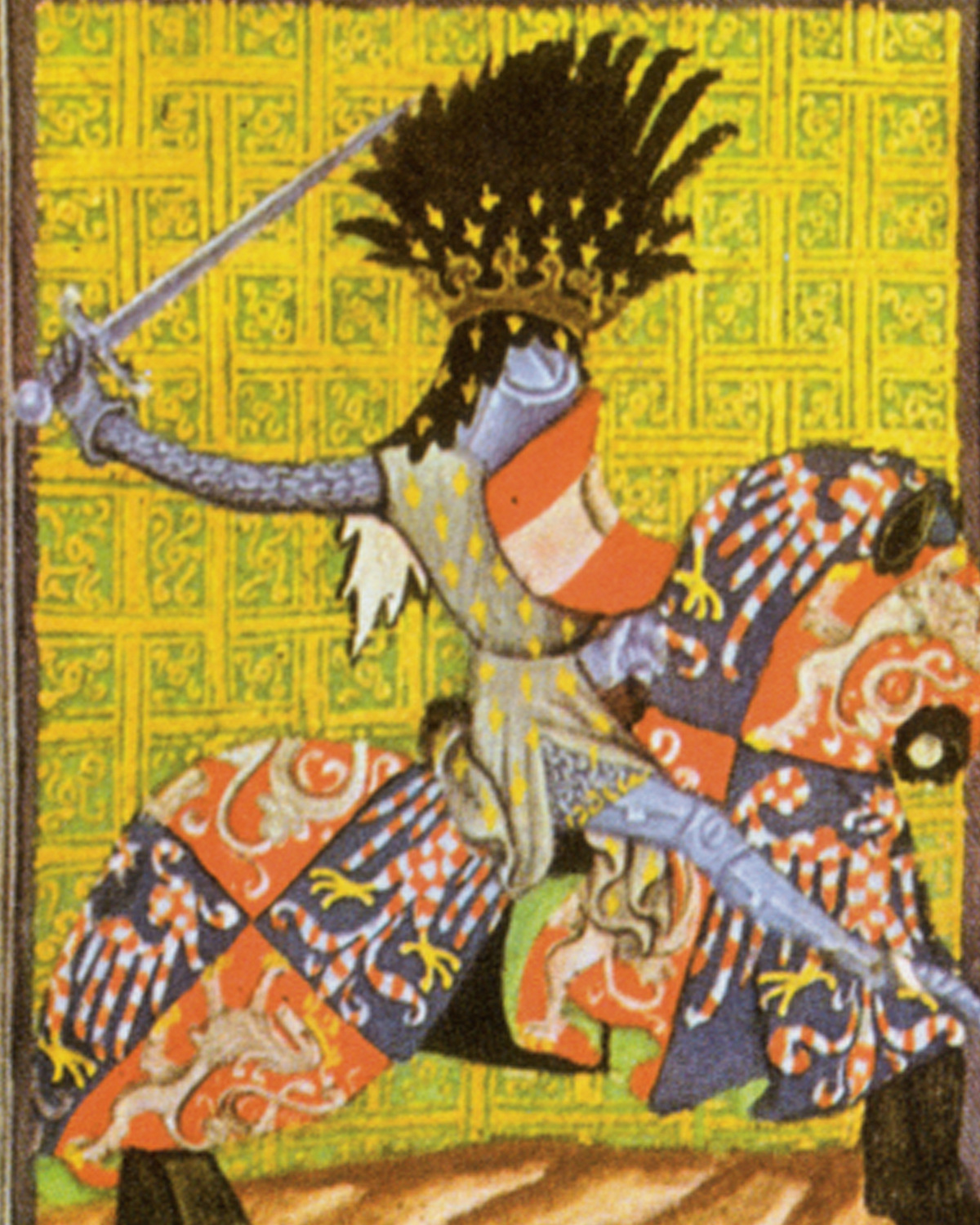
Ottokar II (roi de Bohême) (1230-1278)
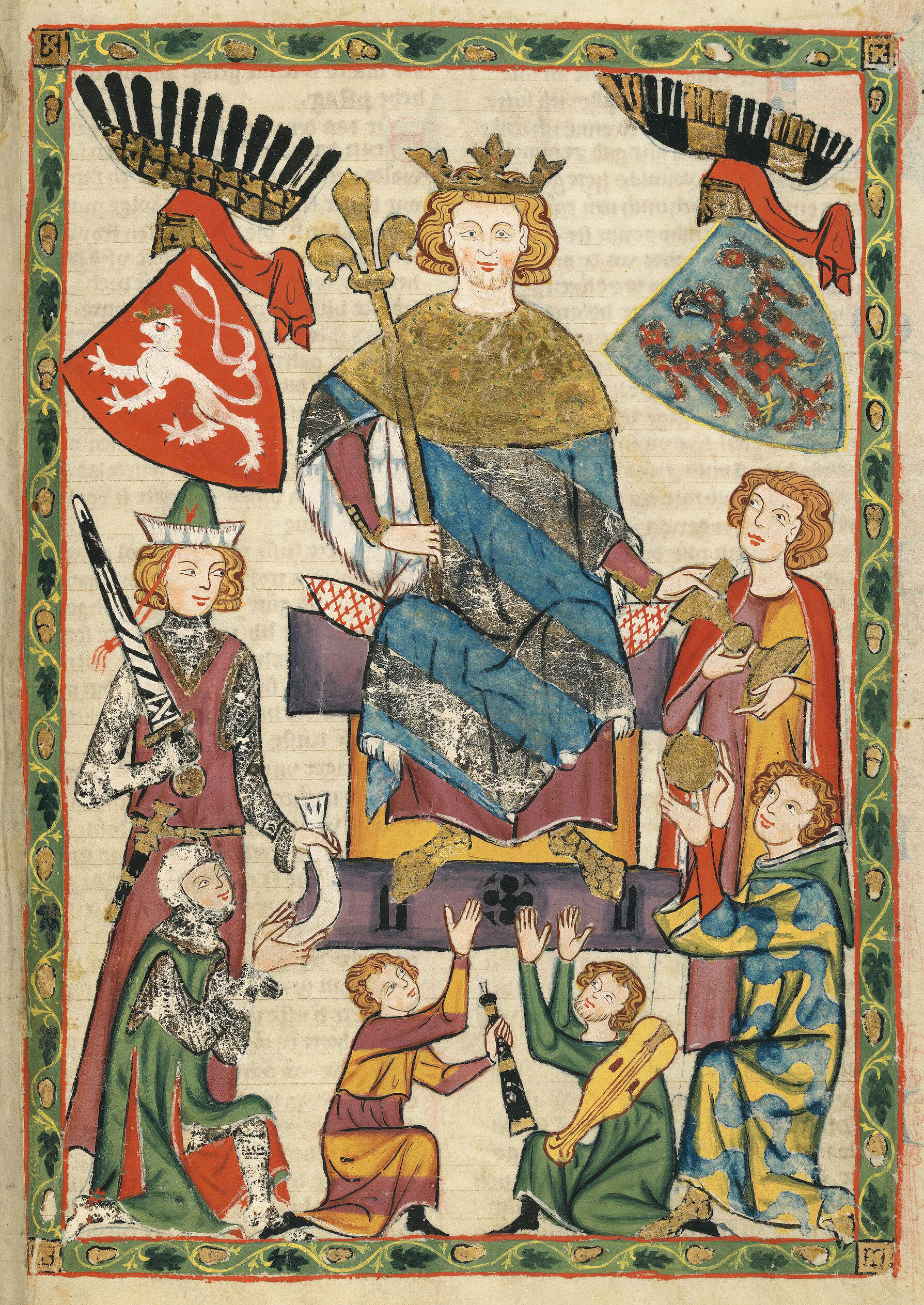
Venceslas II de Bohême (1271-1305)
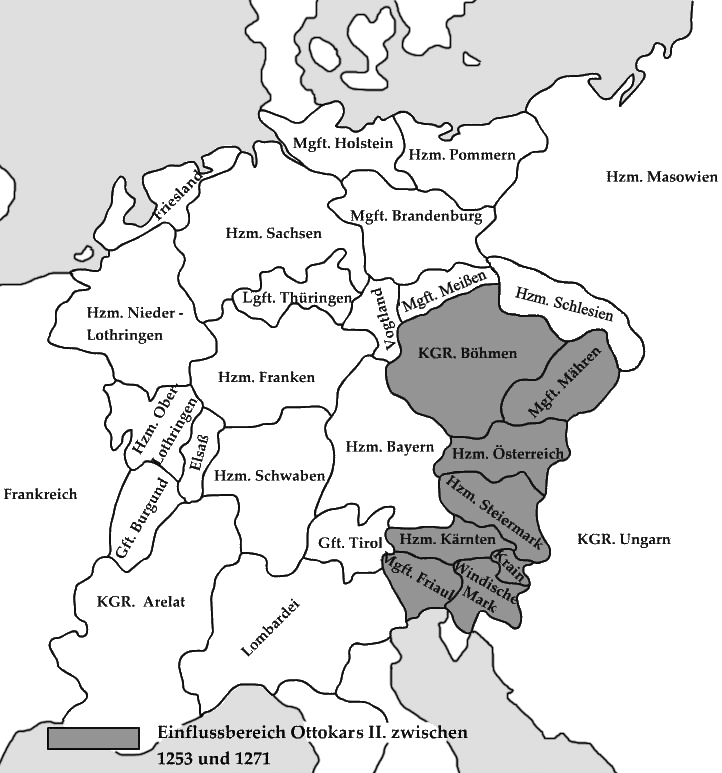
Royaume de Bohême sous Ottokar II (roi de Bohême) (1253-1278)
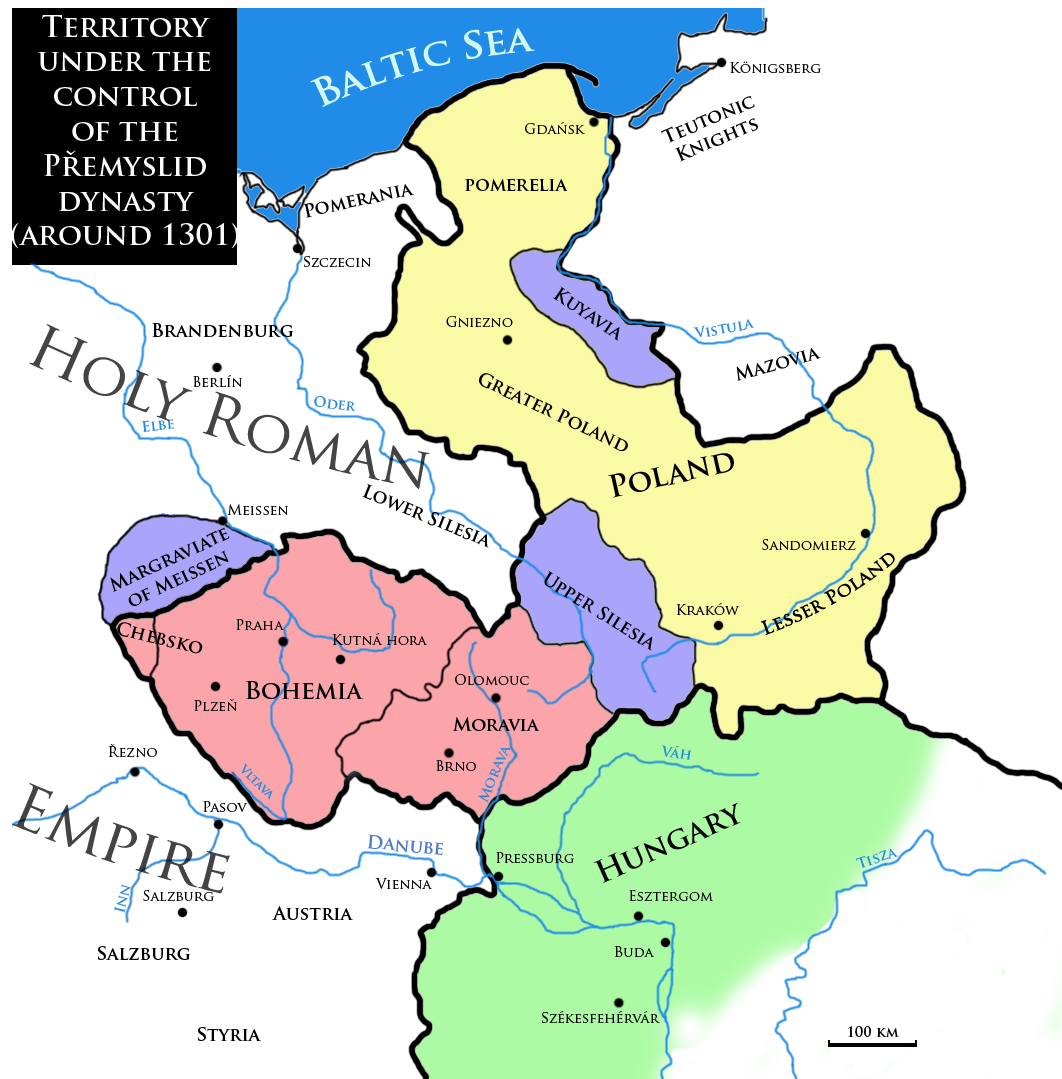
Royaume de Bohême 1301
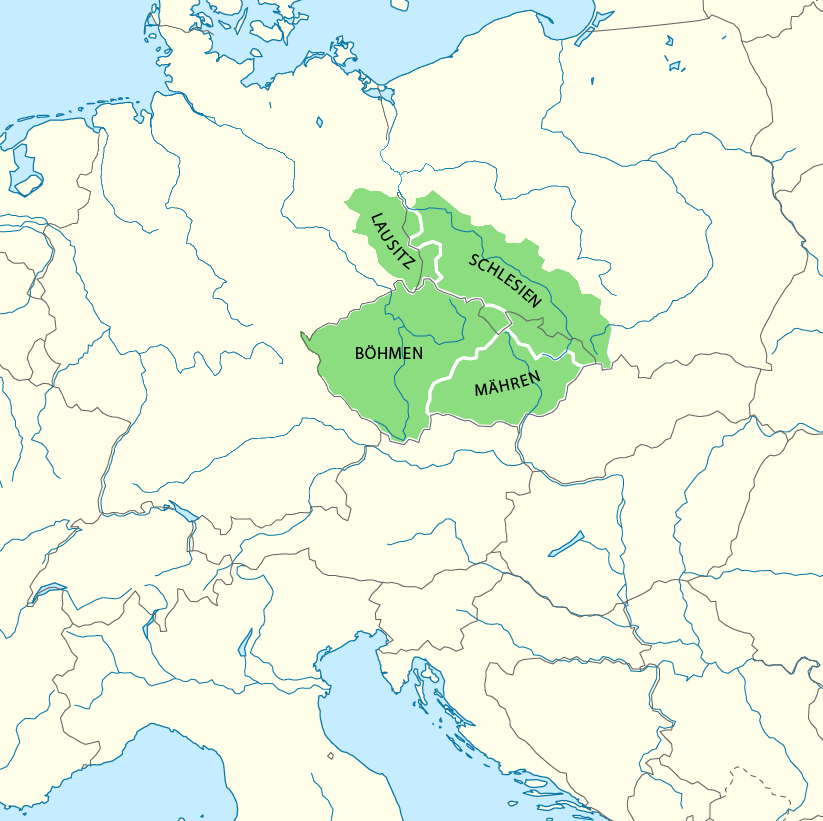
Royaume de Bohême 1335-1635

La Grande-Moravie (833-907) est envahie en 907 par les Hongrois.
Les Tchèques restent autonomes, ce qui marque pour le millénaire à venir le destin séparé des nations tchèque et slovaque, cette dernière restant sous le joug hongrois, tandis que les Tchèques passent progressivement sous la domination allemande après une période d'autonomie.
Au Xe siècle, l'État tchèque se constitue sous la dynastie des Przemysl.
C'est aussi l'époque des premiers textes écrits.
Le premier Przemysl historiquement prouvé est Bořivoj (Borjivoï) qui règne sur un petit territoire situé vers l'aval de la Moldau (Vltava).
En Moravie, avec sa femme Ludmila, il adopte la forme catholique du christianisme qu'il entreprend de diffuser dans le pays dès son retour en Bohême.
Il construit des édifices religieux importants comme l'église de Levy Hradec.
Grâce au catholicisme, le royaume est admis parmi les états féodaux ouest-européens.
Les moines et les prêtres, qui savent lire et écrire, apportent les premiers livres (en latin).
D'importantes églises sont construites, avec des ateliers d'écriture, enluminure et reliure où l'on fabrique les livres à la main.
Les moines copistes et les écrivains publics commencent à recopier les textes avec des plumes d'oie sur des supports en parchemin.
Les livres, pleins d'illustrations superbes, et servent à répandre la culture religieuse ou laïque.
Les vies des saints et les chroniques témoignant des évènements importants ou des actions remarquables des gouvernants de l'époque se multiplient.
En 924, le prince Venceslas de Bohême prend le pouvoir avant d'être assassiné en 935 par son frère Boleslav et d'être béatifié.
Depuis, Saint Venceslas est le patron de la Bohême.
La ville de Prague devient le centre du pouvoir et un évêché y est instauré en 973.
En 1085, le prince Vratislav II Przemysl est élevé au rang de roi de Bohême, la couronne tchèque devient héréditaire avec Vladislav II Przemysl en 1158.
L'urbanisation du royaume commence avec la fondation de villes comme Brno, Znaïm (Znojmo) ou Poděbrady.
L'assassinat du roi Venceslas III Przemysl (Venceslas III) en 1306 met fin à la dynastie.
Le Royaume de Bohême fait alors partie du Saint-Empire romain germanique et le roi de Bohême est l'un des sept Princes-Électeurs.

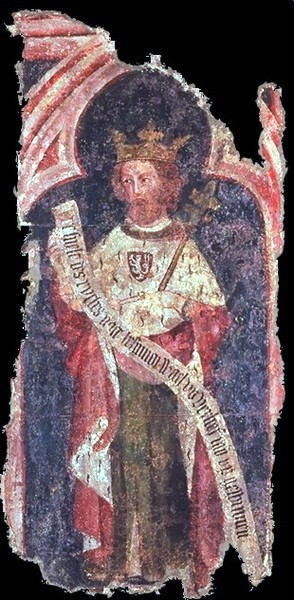
fresque de l'hôtel de ville de Cologne représentant.

En 1310, Élisabeth de Bohême, fille du roi Venceslas II, et héritière du trône de Bohême, épouse Jean de Luxembourg. Leur fils Charles devient roi de Bohême en 1346 et empereur du Saint-Empire romain germanique en 1355, date qui marque le début d’un âge d'or en Bohême.
L’Université de Prague (Universitas Pragensis en latin), la première université d’Europe centrale est fondée en 1348.
Prague devient la capitale du Saint-Empire et Charles IV entreprend de l'embellir : le pont Charles, en pierre, remplace un pont de bois entre Malá Strana et la Vieille-Ville de Prague, la Nouvelle-Ville double la superficie de la ville, le Château de Prague se couvre de nouveaux édifices avec, entre autres, la cathédrale Saint-Guy en faisant appel à l'architecte Mathieu d'Arras.
Au sud de Prague, Charles fait édifier le château-fort de Karlštejn, bijou de l'architecture fortifiée gothique.
Avec ses 40 000 habitants, Prague est alors l'une des villes européennes les plus importantes.

### Organisation du royaume de Bohême
Le principe slave de la répartition du pouvoir entre tous les membres de la famille régnante, la couronne revenant au plus âgé, tandis que les autres se partagent en apanage les terres de la Moravie, disparaît en 1198. L’administration du territoire est confiée à des comtes (comes, župan) nommés par le roi et auxquels, à partir du XIIIe siècle, viennent s’adjoindre des « officiers royaux » pour les seconder.
Le pouvoir politique appartient non seulement au roi, mais aussi à la nation, c’est-à-dire aux classes privilégiées qui s’expriment par la diète (Landstag), constituée de représentants des ordres (Stände) au nombre de quatre : 
- l’ordre des prélats (Prälatenstand) qui ne concerne que le haut clergé (l’archevêque de Prague, les suffragants d’Olomouc et de Litoměřice, les abbés et les prieurs des collégiales),
- l’ordre des seigneurs (Herrenstand), formé d’une vingtaine de grandes familles tchèques, allemandes ou étrangères liées à la dynastie et qui fondent leur puissance sur la grande propriété terrienne,
- la petite noblesse composée de gentilshommes et de chevaliers (Ritterstand), gens de guerre à la tête de petits domaines,
- l’ordre des villes s’administrant elles-mêmes.

Jusqu’en 1618, ces ordres — à l’exclusion du Prälatenstand écarté lors des guerres hussites — ont le privilège de l’élection du roi et de la nomination des grands officiers.
La diète se réunit chaque année au Hradčany (le plus ancien château de Prague) en novembre ou en décembre. Elle est présidée par des commissaires royaux et le souverain n’y apparaît qu’exceptionnellement à partir du XIVe siècle. Elle règle les problèmes financiers (impôts), militaires (levées de troupes), économique (entretien des voies de communication) ou religieux.

## Période des conflits religieux (XVe-XVIIIesiècle)

### Réforme radicale des Hussites

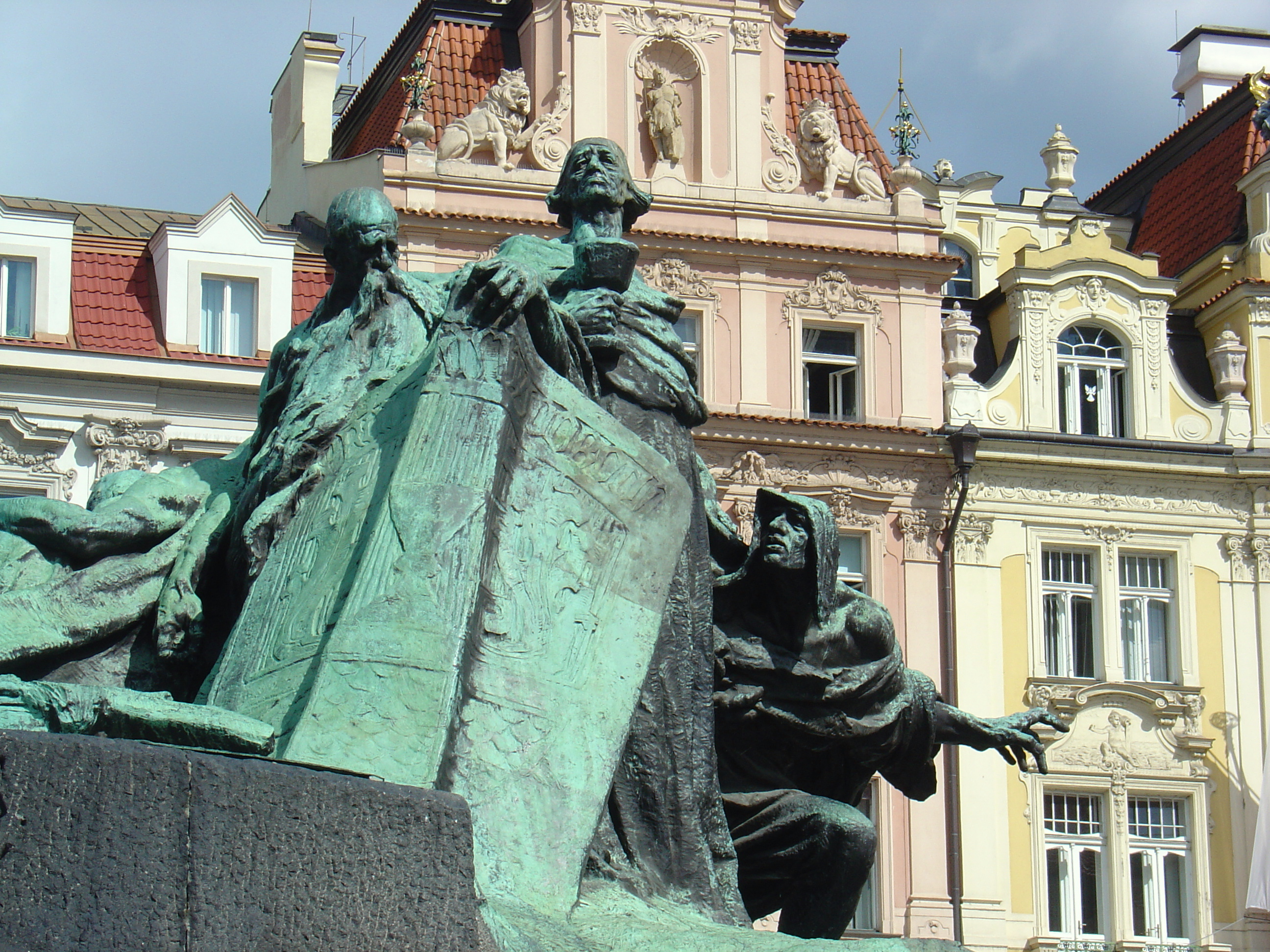
Monument à Jan Hus sur la place de la Vieille-Ville de Prague. Le réformateur religieux (au centre) y symbolise l'intégrité morale, les groupes qui l'entourent les gloires et les souffrances du peuple tchèque

Le mouvement hussite (1402-1485) est autant un mouvement nationaliste que religieux.
En tant que mouvement religieux réformateur, il représente une concurrence à l'autorité de la papauté et une affirmation de l'autonomie nationale dans les affaires ecclésiastiques.
En tant que mouvement nationaliste tchèque, il a des implications anti-allemandes et anti-impériales, et peut donc être considéré comme l'une des manifestations du long conflit germano-tchèque. S'y joue également un conflit entre absolutisme et féodalité.
Enfin, le mouvement hussite est vu par beaucoup de Tchèques comme une partie du mouvement mondial de la Réforme.
À la mort de Charles IV en 1378, son fils Venceslas IV devient roi de Bohême et empereur des Romains.
C'est à cette époque, marquée en Europe par la papauté d'Avignon ou Grand-Schisme d'Occident, et l'anarchie régnant dans le Saint Empire, que commence l'histoire du mouvement hussite.
À Prague, Conrad Waldhauser prêche en faveur d'une réforme de l'Église et contre ses excès. Jan Hus, le recteur de l'université Charles suit son exemple. Ses prêches qui préfigurent les thèses protestantes de Martin Luther et Jean Calvin provoquent l'ire de la hiérarchie catholique mais rencontrent un large écho dans le public. Jan Hus est convoqué en 1414 au concile de Constance, il s'y rend avec l'intention de défendre ses thèses mais sera condamné comme hérétique et à être brûlé vif.
La révolution hussite est en route, ce qui va provoquer une guerre fratricide et quinze années de malheurs dans une Bohême fanatisée entre les Hussites, partisans des thèses de Jan Hus, et les Catholiques. Elle donne lieu à la première défenestration de Prague. Le concile de Bâle met un terme aux guerres hussites, et garantit une certaine tolérance doctrinale à l'aile modérée du mouvement hussite (ce qui a entraîné la guerre avec les Taborites) qui se convertiront au protestantisme au moment de la Réforme.
En 1458, le gouverneur Georges de Podiebrady est élu par la diète roi de Bohême, à la suite du décès de Ladislas Ier de Bohême. À sa mort, la couronne passe à la dynastie lituano-polonaise des Jagellon puis en 1526 à celle des Habsbourg.

### Guerre de Trente Ans (1618-1648)

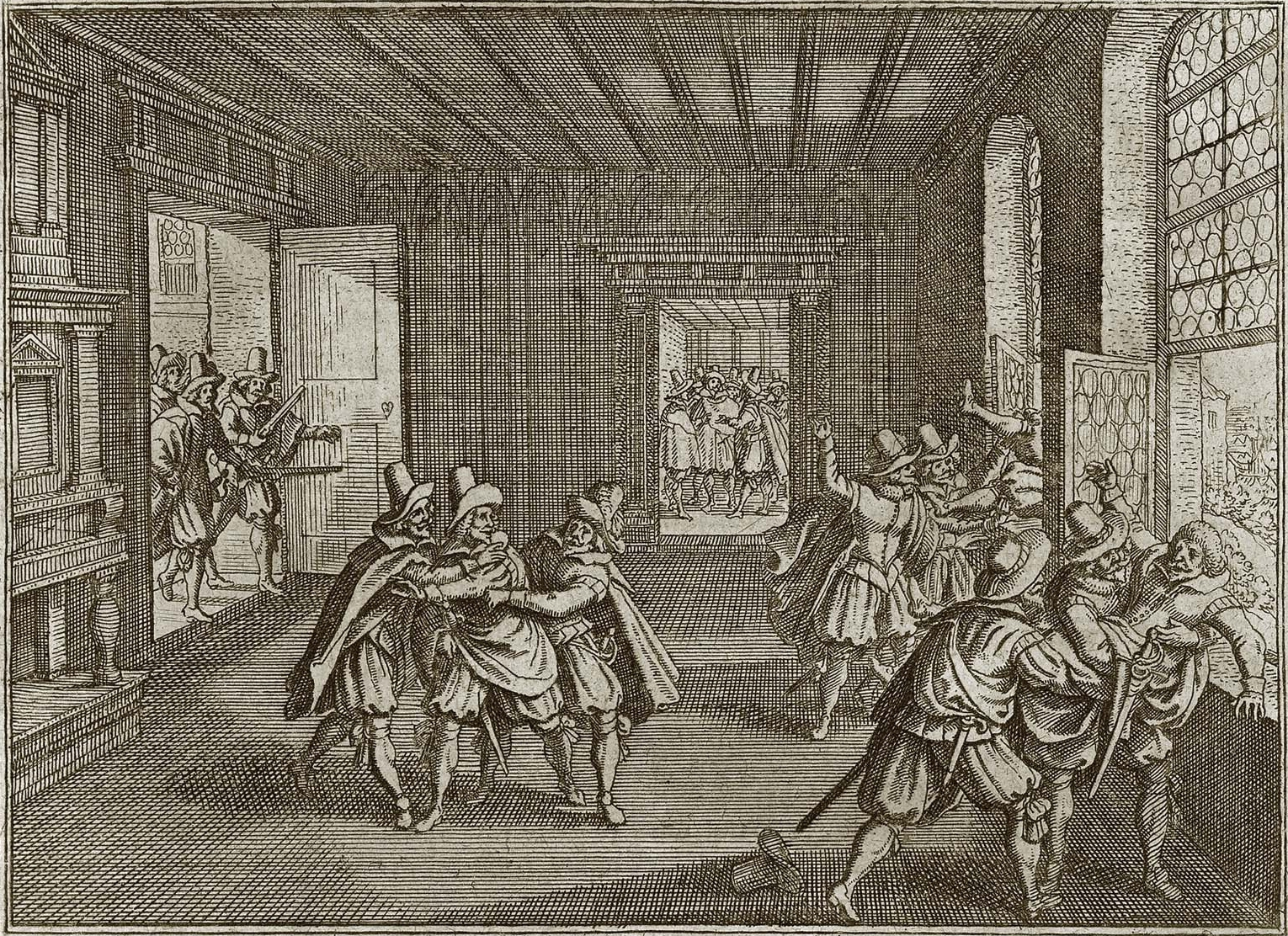
La seconde défenestration de Prague, gravure de Matthäus Merian (1662)

Sous le règne de Rodolphe II, Prague redevient un centre culturel de premier plan mais à sa mort, les tensions entre les communautés catholique et protestante escaladent et explosent au moment où la diète des États tchèques s'oppose au roi Matthias Ier de Habsbourg qui a succédé à son frère.
La défenestration par des nobles tchèques, le 23 mai 1618, des gouverneurs impériaux Wilhelm Slavata, Jaroslav Martinic et de leur servant, Fabricius, (ils s'en tirent tous indemnes, un tas de fumier amortissant leurs chutes) marque le début de la guerre de Trente Ans. Le 26 août 1619, la diète des États tchèques élit comme roi le Prince-électeur Frédéric V du Palatinat (Frédéric II de Bohême) au lieu de Ferdinand II désigné par Matthias comme son héritier.
Les armées de la Ligue catholique, levées par Ferdinand II s'opposent le 8 novembre 1620 à celles de Frédéric V au lieu-dit la Montagne Blanche. La défaite des armées tchèques et protestantes marque la mise sous tutelle définitive du royaume de Bohême aux Habsbourg. La noblesse tchèque (largement protestante) est décimée, ses propriétés réparties entre les généraux vainqueurs (Bucquoy, Tilly, Wallenstein). Certains préferent l'exil, comme Jan Amos Komenský, l'une des grandes figures de l'Église protestante tchèque (dite fraternelle).
La Bohême, à 90 % protestante, est alors massivement convertie (souvent de force) au catholicisme dans le mouvement de la Contre-Réforme, lequel a pour conséquence de parsemer Prague d'églises baroques, et la campagne tchèque de monastères. Dans la mémoire collective tchèque, cette époque est appelée « la période des ténèbres ».
Les Tchèques doivent attendre les réformes de Joseph II pour bénéficier de l'Édit impérial de Joseph II (1781), qui garantit la liberté de culte à tous les sujets catholiques et protestants de la Monarchie de Habsbourg (Pays-Bas autrichiens inclus), et leur égalité d'accès à la vie publique (emplois publics, université, corps de métier…).
Il ne concerne pas encore les orthodoxes ni les juifs, auxquels un autre édit va autoriser la pratique des métiers manuels, la fréquentation des universités, l'accès aux entreprises industrielles, mais toujours pas l'entrée dans l'administration impériale.
Cet édit se heurte évidemment à de vives résistances de la part de la hiérarchie catholique.
Une chaire en tchèque est alors créée à l'Université Charles.

## Renaissance culturelle tchèque au sein de l'empire d'Autriche(1848-1918)
Après une longue période de domination autrichienne, l'ethnie tchèque n'existait plus qu'au travers de la subsistance de la langue et de la culture tchèques à la campagne, tandis que l'élite tchèque était en grande partie devenue une élite autrichienne (à l'exemple, entre des milliers d'autres, de Josef Václav Radecký ou d'Ottokar Czernin). En parallèle à la Contre-Réforme catholique, une germanisation de la société a lieu. En réaction, à partir de la Révolution française et surtout à partir du Printemps des peuples de 1848, une renaissance culturelle tchèque prend forme. Sous l'influence, entre autres, de František Palacký, la langue tchèque est purifiée des germanismes qu'elle avait spontanément adopté tout au long de la coexistence avec la minorité allemande.
La tâche à accomplir par les guides de la renaissance culturelle au début du XIXe siècle était difficile : faire revivre la langue tchèque qui était en train de perdre son combat avec l'allemand majoritaire, créer un vocabulaire scientifique, une classe d'intellectuels, soutenir la culture tchèque, les sciences, les arts, et aussi l'industrie tchèque.
Les acteurs de la renaissance culturelle tchèque se sont appuyés sur la solidarité slave, l'austroslavisme et le panslavisme, ainsi que sur la mémoire historique, avec le rappel des grands moments de l'histoire du peuple tchèque. Progressivement, les exigences culturelles de la nation tchèque débouchèrent sur des exigences politiques : égalité des droits de la langue tchèque avec ceux de la langue allemande, reconnaissance institutionnelle et renforcement de l'unité des pays de la Couronne de Bohême, autonomie locale.
Le système rigide de la Sainte-Alliance, refusant toute réforme, ignorant les demandes de libéralisation et de démocratisation de la société, fit éclater des révolutions dans toute l'Europe. Au cours de l'année 1848 se soulevèrent Paris, Prague, Vienne et toute la Hongrie. Le Parlement de Francfort réclama l'unification de l'Allemagne ; Palerme, Naples et Milan celle de l'Italie ; les roumains transylvains, moldaves et valaques celle de la Roumanie. Le Parlement de Francfort avait à décider entre deux conceptions d'unification : une « petite Allemagne » sans les États des Habsbourg, ou une « grande Allemagne » les incluant, et cela concernait également les intérêts de la nation tchèque.
Au mois de mars 1848, le chancelier Metternich dut démissionner. Un mois plus tard était proclamée la première Constitution autrichienne, la « Constitution d'avril ». Face aux révolutionnaires, la monarchie fut sauvée par l'armée et ses généraux – Radecký en Italie, Windischgrätz à Prague, Jelačič en Hongrie. Le parlement, qui devait discuter de la libéralisation dans les Pays tchèques, se réunit à Vienne puis, du fait de la révolution, se déplaça en Moravie, à Kroměříž. Les députés représentants les nations slaves faisaient face aux exigences des libéraux allemands qui demandaient l'intégration de l'Autriche dans l'Allemagne suivant l'idée d'une « Grande Allemagne ». Les députés tchèques František Palacký et František Ladislav Rieger défendirent la politique de l'austroslavisme, d'une Autriche forte et indépendante, fédéralisée et organisée sur la base de l'égalité de ses nations. Dans le projet pangermaniste de l'intégration de l'Autriche dans une « Grande Allemagne » unifiée, ils craignaient la dissolution de la nation tchèque dans une « mer allemande ».
Le 2 décembre 1848, après que la grande vague révolutionnaire se fut un peu calmée, Ferdinand Ier d'Autriche, surnommé « le Bon » par les Tchèques, abdiqua. François Josef Ier, son neveu, qui ne portait pas l'espoir des promesses de la période révolutionnaire désormais qualifiées d'« irréalisables », monta sur le trône à la place de son oncle considéré comme « faible d'esprit ». Le nouveau souverain chargea l'armée de disperser le parlement réuni à Kroměříž où il rédigeait une constitution. En décembre 1851, par décision de l'empereur, la constitution fut suspendue. De la révolution de 1848, il ne resta plus que l'égalité devant la loi, l'abolition du servage, la liberté religieuse et, dans une certaine mesure, la décentralisation locale.
Les années 1850 ont été marquées par l'absolutisme de Bach, d'après le nom du principal représentant du gouvernement, le ministre Alexander von Bach. L'époque fut caractérisée par une limitation des droits politiques, la centralisation du système administratif et le favoritisme vis-à-vis de l'Église catholique à la suite de l'accord avec le Vatican en 1855. D'un autre côté, l'État s'efforçait de soutenir le développement industriel et commercial. Le régime fut obligé de procéder à des réformes en raison de la débâcle en Italie du Nord. Il avait échoué parce qu'il n'était pas suffisamment fort pour empêcher l'unification progressive de l'Italie. Les défaites de Magenta et de Solferino ainsi que l'état catastrophique des finances forcèrent les représentants du pouvoir à appeler les représentants de la bourgeoisie à prendre part aux décisions. L'Autriche absolutiste se transforma définitivement en monarchie constitutionnelle. Mais la constitution de février fut de nouveau déclarée par octroi. Comme les deux précédentes, elle ne fut pas approuvée par les députés élus. Elle apporta toutefois un certain renouveau dans la vie politique en Autriche. Le Conseil d'empire ainsi créé comprenait deux chambres : celle de l'aristocratie et la Chambre des députés. Les nations de la monarchie obtinrent la possibilité de défendre leurs intérêts. Le Programme national tchèque entendait obtenir l'égalité nationale, des droits civiques et une large décentralisation. En Bohême, le nombre d'associations passe de 466 à 4 476 entre 1856 et 1876. En 1862, le Sokol voit le jour.
L'Autriche s'efforçait toujours de mettre en œuvre l'idée d'une unification allemande, ce qui conduisit à une rivalité avec la Prusse, puis, logiquement, à la guerre. La bataille de Sadowa, près de Hradec Králové en 1866 fut remportée par la Prusse. En dehors des retombées internationales, comme le retrait de l'Autriche d'Italie et d'Allemagne, la guerre perdue eut de graves conséquences en politique intérieure. Il en résulta le compromis austro-hongrois, qui était en fait une entente entre l'Empereur et la noblesse hongroise. L'empire fut divisé en deux parties : la Cisleithanie autrichienne et la Transleithanie hongroise, deux parties où le pouvoir décisionnel revenait respectivement aux Allemands d'une part et aux Hongrois d'autre part, à l'exclusion des autres peuples de l'Empire. Les deux parties étaient liées par la personne du souverain ainsi que par le domaine commun des affaires militaires, internationales et financières.
La constitution de décembre 1867 laissa au souverain une position forte : sacré, intouchable et n'ayant de compte à rendre à personne avec le droit d'émettre des décrets lorsque le Conseil d'empire ne siégeait pas. Au début, le droit de vote n'était ni général ni égal. Le droit de vote universel pour les hommes n'a été appliqué pour la première fois aux élections parlementaires qu'en 1907.
Le compromis austro-hongrois avait oublié les revendications tchèques. En réaction, de grands rassemblements populaires furent organisés dans des lieux de mémoire liés à l'histoire tchèque – Říp, Vítkov, Blaník. En 1871, les représentants tchèques négocièrent avec le gouvernement autrichien des « articles fondamentaux ». Il s'agissait d'un projet de « compromis austro-tchèque », mais dans une union plus étroite que celle existant entre la Hongrie et l'Autriche. Les compétences du parlement tchèque furent renforcées, un gouvernement local instauré et le royaume partagé en deux parties, tchèque et allemande. Le projet se heurta au refus des Allemands de Bohême et au vif mécontentement des Hongrois. Le gouvernement tomba et le « compromis austro-tchèque » avec lui. L'échec des négociations amena les partis politiques tchèques à poursuivre dans leur opposition passive en refusant de participer aux travaux du parlement local et du Conseil d'empire.
La politique d'opposition passive prit fin en 1878, quand les partis politiques réalisèrent qu'en participant aux décisions, ils gagneraient davantage qu'en s'abstenant. La nouvelle approche, visant à obtenir des concessions de la part de l'Empire, fut appelée « politique des miettes » par František Ladislav Rieger qui voulait souligner la faiblesse des apports et des bénéfices de la politique participative des partis tchèques. Il s'agissait par exemple de la scission de l'Université de Prague en une Université Charles tchèque et une Université Ferdinand allemande, de l'émission de réglementations linguistiques qui permettaient d'utiliser la langue tchèque pour communiquer avec l'administration, etc. La représentation tchèque, à l'origine unie, se divisa en deux courants : les « Vieux-tchèques » plus conservateurs et les « Jeunes-tchèques » plus radicaux. La dernière tentative d'obtenir un « compromis austro-tchèque » sur le modèle du compromis austro-hongrois, lancée par les « Vieux-tchèques » en 1890, échoua du fait du refus catégorique des « Jeunes-tchèques » et du manque d'intérêt de la population.

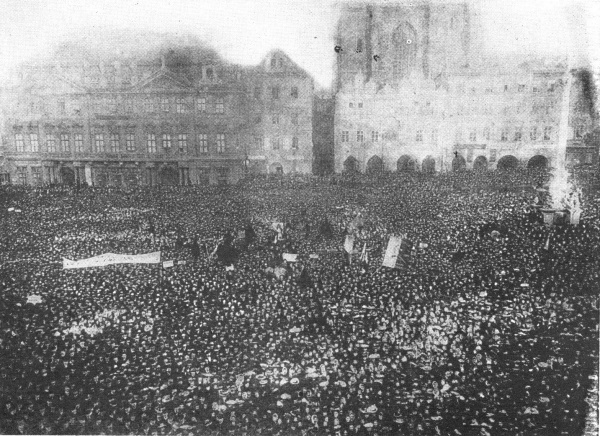
Manifestation pour le droit de vote place de la Vieille-ville à Prague le 28 novembre 1905.

Au fil du temps, les relations entre les Tchèques et les Allemands se détériorèrent de plus en plus. Les Allemands représentaient environ un tiers de la population en Bohême et en Moravie. Dans certaines régions, tout particulièrement dans les régions frontalières, les Sudètes, ils formaient même une majorité homogène. Les Tchèques voulaient maintenir l'indivisibilité du pays et obtenir l'utilisation de la langue tchèque aussi bien dans les rapports de la population avec l'administration, mais aussi entre les administrations elles-mêmes. Les Allemands, en revanche, s'efforçaient de créer un territoire allemand autonome en Bohême et à diviser toute l'administration en institutions tchèque et allemande tout en gardant l'allemand comme langue officielle. Les conflits virent le jour en raison de l'incompatibilité des revendications des deux partis.
Après le boycott du travail du parlement national par les Allemands de Bohême et l'aggravation des problèmes financiers du pays, la gestion décentralisée en Bohême fut suspendue par des décrets impériaux en 1913. La gestion du pays fut attribuée, de manière anticonstitutionnelle, à une commission administrative.
L'industrie se développe et la Bohême devient le bassin industriel de l'Empire austro-hongrois. Le développement industriel et commercial se reflète dans celui de l'éducation, de la culture et du sentiment (voire du ressentiment) national tchèque. Les premiers journaux tchèques sont publiés à partir de 1869, des théâtres jouant en tchèque voient le jour ; en 1882, l'Université Charles est scindée en deux entités : une tchèque et une allemande. En 1883, le Théâtre national tchèque est édifié sur la rive droite de la Vltava. On y joue la symphonie Má Vlast (Ma Patrie) de Bedřich Smetana et on ne peut comprendre les accords du poème symphonique Moldau (Vltava) (la rivière qui traverse la Bohême) sans imaginer qu'il est aussi un chant patriotique.
C'est une période d'intense compétition tant industrielle que culturelle entre les citoyens de culture tchèque et les ceux de culture allemande. Ces derniers construisent le Neuer Deutscher Theater (aujourd'hui Opéra d'État) pour damer le pion aux efforts tchèques au Théâtre national (tchèque) ; quand le Musée national (tchèque) est érigé sur le haut de la place Venceslas, les Allemands en font de même.
Dès lors que l'Empire est affaibli politiquement et défait militairement au sortir de la Première Guerre mondiale, les Tchèques sont prêts à prendre et leur revanche et leur indépendance : le 30 octobre 1918, le Conseil national tchécoslovaque annonce la création d’un État tchécoslovaque indépendant.
L'armée et certaines structures économiques (dont la Legiobanka) se construisent à partir des anciennes légions tchécoslovaques.

## La Tchéquie au sein de laTchécoslovaquie(1918-1992)

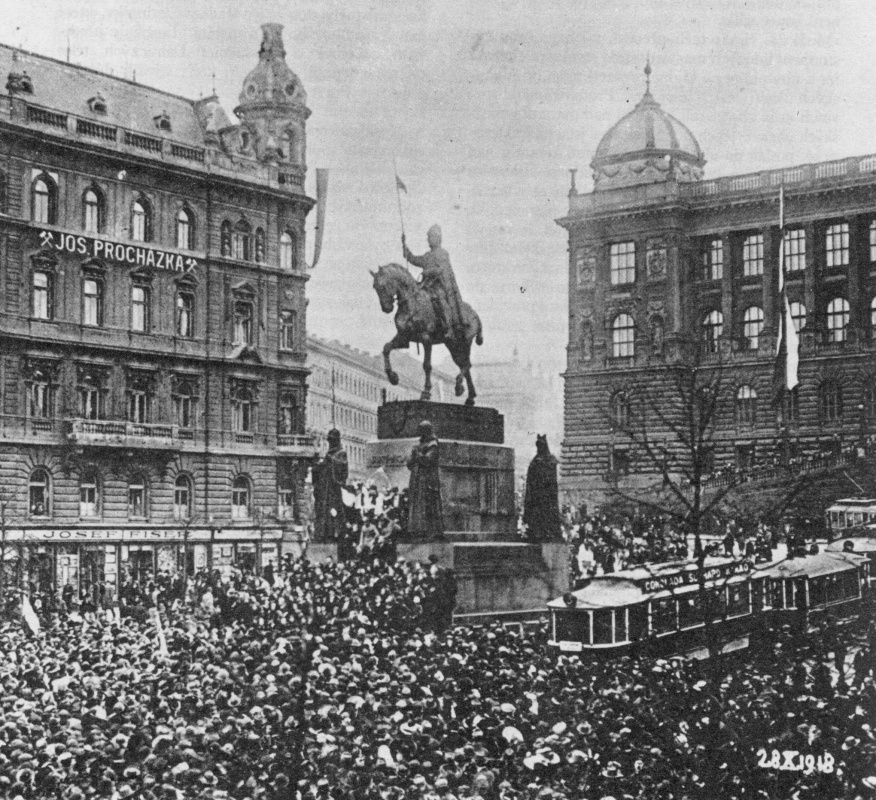
Rassemblement Place Venceslas le 28 octobre 1918

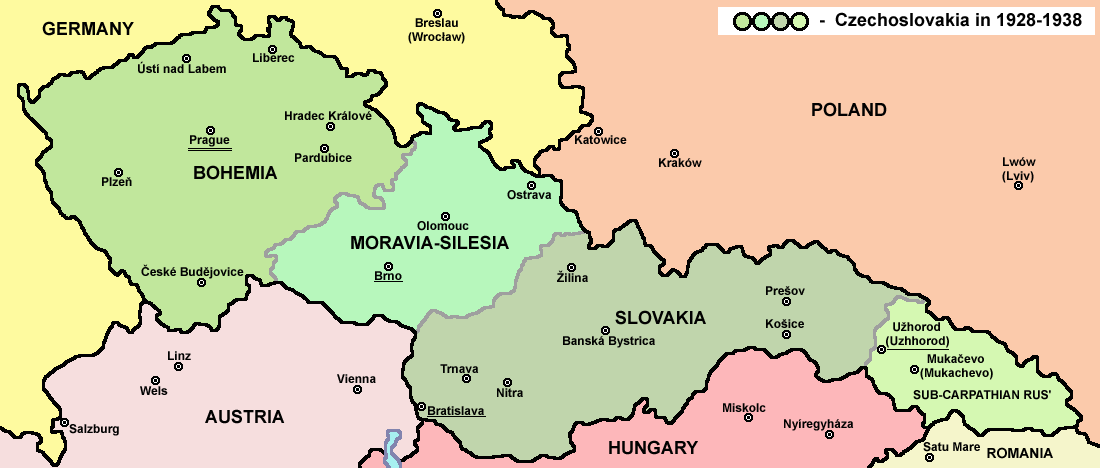
Tchécoslovaquie 1928-1938

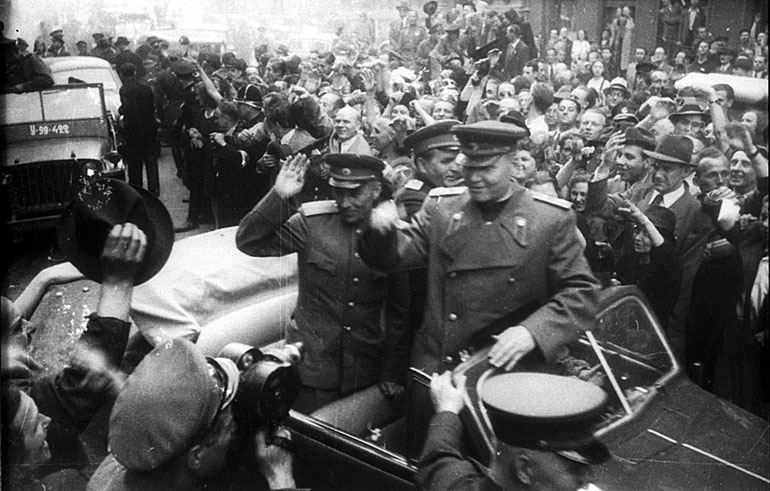
Le maréchal Ivan Koniev lors de la libération de Prague, en mai 1945.

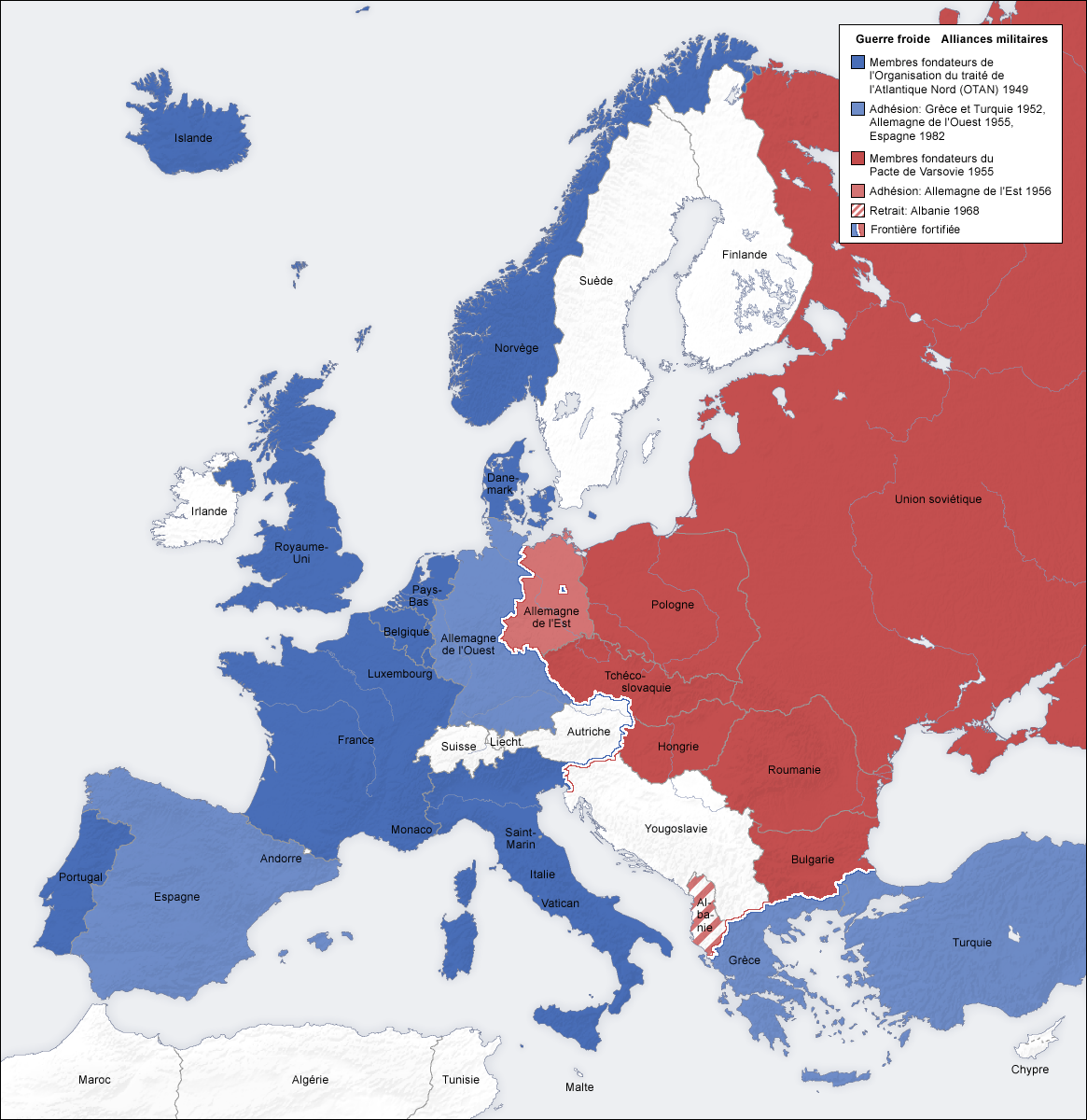
Guerre froide entre les deux blocs (1947-1991)

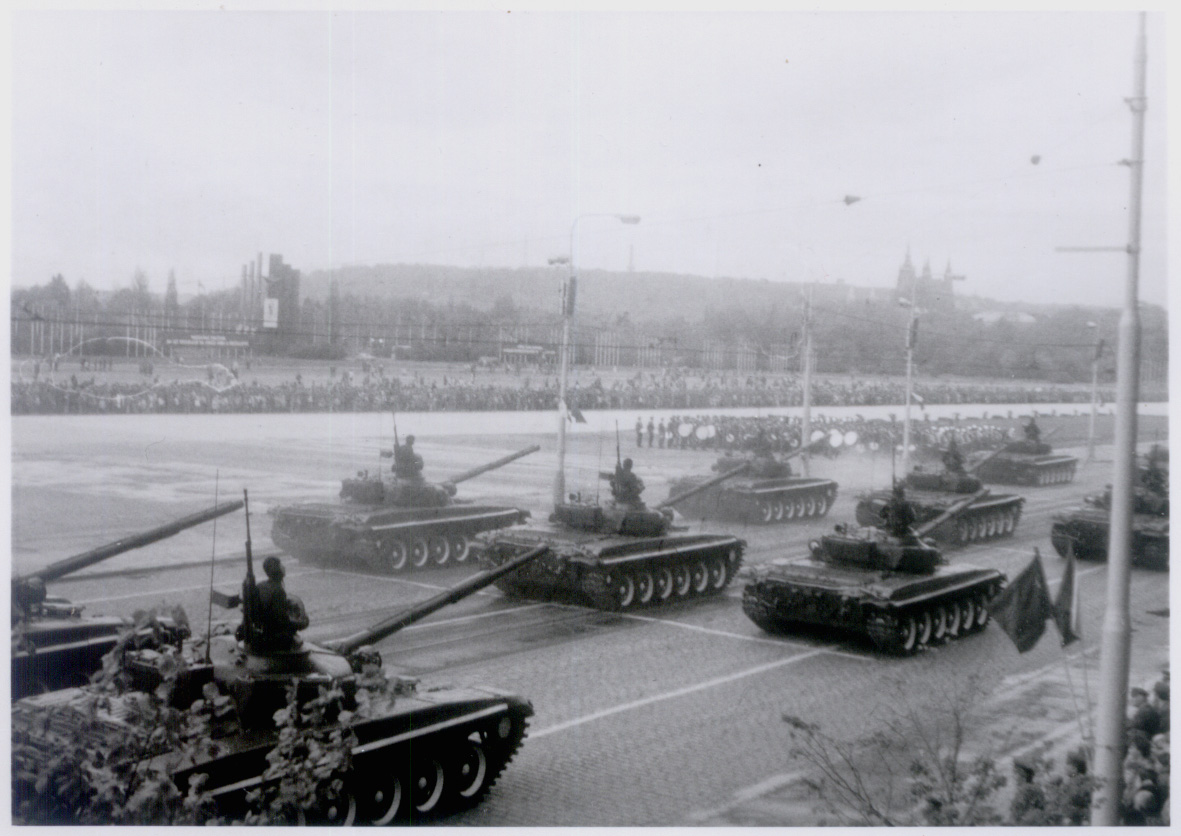
Chars T-72 de l'Armée populaire tchécoslovaque lors d'une parade militaire à Prague le Jour de la Victoire, 9 mai 1985.

### La première République tchécoslovaque (1918-1938)
En 1919, le traité de Saint-Germain-en-Laye établit le dépeçage de l'Autriche-Hongrie et valide la création, en octobre 1918, de la Première République tchécoslovaque, sur une base nationale promue par le Tchèque Tomáš Masaryk et le Slovaque Milan Rastislav Štefánik. Les Tchèques et les Slovaques pris ensemble représentent 50 % de la population totale, aux côtés des Allemands (Sudètes), des Ukrainiens, des Polonais et des Hongrois (sans compter les minorités juives souvent germanophones et les Roms). En fait, aucune nation n'est réellement majoritaire sur « son » propre territoire et les premières années de la Tchécoslovaquie indépendante sont marquées par de fortes tensions nationalistes qui minent la vie politique.
La minorité allemande n'est pas invitée à participer à l'élaboration de la constitution de la nouvelle république. Adoptée en 1920, celle-ci prône l'irrédentisme avec l'Allemagne.
Les premières élections se déroulent le 18 avril 1920 et, jusqu’à l'annexion allemande de 1938-1939, les populations de la République tchécoslovaque seront invitées à participer aux différents scrutins en respectant le calendrier prévu par la Constitution.
L'arrivée de Hitler au pouvoir en 1933 et l'Anschluss avec l'Autriche en 1938 fait craindre que la Tchécoslovaquie, avec ses trois millions d'Allemands des Sudètes concentrés sur les marges du pays bordant le Reich et menés par le Parti allemand des Sudètes, le parti autonomiste de Konrad Henlein, ne soit la prochaine sur la liste.

### Seconde Guerre mondiale (1938-1945)
Hitler demande la rétrocession des Sudètes et obtient gain de cause lors des Accords de Munich : le 1er octobre 1938, les Sudètes sont occupés.
Le 15 mars 1939, c'est toute la partie tchèque qui est occupée (la Propagande nazie appelle cela "Zerschlagung der Rest-Tschechei" = démantèlement du reste de la Tchécoslovaquie) et devient le protectorat de Bohême-Moravie alors que la République slovaque déclare son autonomie sous la houlette de Mgr Tiso et que l'extrémité orientale de la République est occupée par la Hongrie de l'amiral Horthy. La France n'est pas intervenue pour défendre le pays, malgré des accords de défense mutuels.
C'est la fin d'une période qui, en dépit des incessants problèmes politiques (tensions nationalistes à l'intérieur, menace bolchévique aux marches orientales) et économiques (crise de 1929), est perçue comme un âge d'or par les Tchèques.

### Seconde République tchécoslovaque et fédéralisation (1945-1992)
En mai 1945, la République tchécoslovaque est rétablie dans ses frontières initiales (les Sudètes sont réintégrées) à l'exception de la partie ukrainienne (annexée en 1938 par la Hongrie) qui est absorbée par l'Union soviétique.
Le président Edvard Beneš émet les décrets Beneš qui, en application de la conférence de Potsdam, expulsent du territoire tchécoslovaque les minorités allemandes et hongroises et confisquent leurs biens - en échange de quoi, l'État tchèque ne réclame pas de dommages de guerre à l'Allemagne vaincue. Ceci aura une incidence après la chute du régime communiste, le nouvel État démocratique décidant de restituer les biens confisqués en 1948 par les seuls communistes, considérant que (légaux ou non) les décrets Beneš ont été le fait d'un gouvernement démocratiquement élu et qu'il n'est pas nécessaire de les « réviser ». Cette décision sera contestée par les Allemands originaires des Sudètes, forts actifs politiquement en Bavière notamment, mais ne sera pas rouverte par l'Allemagne.

#### Période communiste
En février 1948, les communistes prennent le pouvoir par le coup de Prague : République socialiste tchécoslovaque. 
Klement Gottwald institue sur le modèle stalinien un culte de la personnalité, personnalité non-dénuée de paranoïa comme son illustre mentor et instaure un régime de terreur sous la férule de la Sécurité d'État tchécoslovaque, comme l'atteste l'élimination des opposants démocrates comme Milada Horáková en 1950 ou les procès de Prague en 1952 qui visent l'élimination de communistes de la première heure comme Rudolf Slánský, secrétaire général du parti communiste tchécoslovaque. Clin d’œil de l'histoire, Gottwald prend froid lors des funérailles de Joseph Staline et décède peu de temps après lui.
Débarrassée des tensions nationalistes avec les minorités allemande et hongroise, la Tchécoslovaquie se divise bientôt et le fossé qui sépare les Tchèques des Slovaques ne cesse de s'élargir. C'est la fédéralisation croissante de la République (un parlement tchèque, un parlement slovaque et un parlement fédéral tchécoslovaque, un exécutif tchèque, un exécutif slovaque, un exécutif fédéral, et plus important que tout, dans un pays du bloc communiste : un parti communiste tchèque, un parti communiste slovaque, etc.) et la « guerre du trait d'union » qui illustre la division des deux entités nationales : il est désormais séant d'écrire tchéco-slovaque et Tchéco-Slovaquie.
Le Printemps de Prague, à partir de janvier 1968, tente d'établir un socialisme à visage humain, expérience qui se termine par l'invasion de la Tchécoslovaquie par les armées du Pacte de Varsovie (à l'exception de celles de la Roumanie) en août de la même année.
Commence alors ce que les Tchèques appellent la Normalisation : un État policier, une Sécurité intérieure toute puissante, une chasse aux dissidents de tous les instants. La seule concession aux idées du Printemps de Prague est la transformation, en janvier 1969, de la République socialiste tchécoslovaque en État fédéral, composé de deux républiques autonomes, la République socialiste tchèque et la République socialiste slovaque.
Contrairement à la Pologne où l'Église catholique (romaine) joue un rôle de premier plan, ce sont les intellectuels qui s'engagent à Prague pour une société plus juste et plus démocratique. Le Manifeste des 2000 mots et la Charte 77 reflètent cet engagement.
Lorsqu'en novembre 1989, les étudiants manifestent pour la démocratie, c'est un Parti communiste tchécoslovaque fossilisé, déjà tombé dans la plupart des « pays frères » (Pologne, Hongrie, RDA) qui lance sa police a l'assaut des étudiants. On ne déplore heureusement aucune victime et la mobilisation citoyenne massive et pacifiste assurera une transition politique en douceur, en une Révolution de Velours.

## Tchéquie indépendante (1993)

### Divorce de velours
Préparée, comme on l'a vu, dès la période totalitaire, la séparation des Républiques tchèque et slovaque est une formalité négociée dès l'issue des premières élections démocratiques entre les deux premiers ministres Václav Klaus et Vladimír Mečiar. Les actifs et les dettes de l'État fédéral sont divisés selon des règles simples : soit en fonction de leur localisation géographique (en Tchéquie ou en Slovaquie), soit en fonction du ratio 2/3 (pour la partie tchèque) 1/3 (pour la partie slovaque). La dissolution de la République fédérale tchèque et slovaque est effective au 1er janvier 1993.

### Intégration à l'Union européenne
Approuvé par référendum en 2003, l'entrée de la Tchéquie dans l'Union européenne, entérinée par le Traité d'Athènes du 16 avril 2003, entre en vigueur le 1er mai 2004.
La chambre des députés approuve le traité de Lisbonne le 18 février 2009, traité ratifié par le Président tchèque, Václav Klaus, le 3 novembre 2009.
La Tchéquie ne participe pas au mécanisme de taux de change européen et peut encore à tout moment décider seule d’un changement de son taux de change, dans les limites fixées par le traité d'adhésion. L'adoption de l'euro, fait l'objet de discussions parlementaires. Initialement prévu pour 2009 ou 2010, la date la plus probable est 2018, au plus tôt.

### Galerie de dirigeants politiques récents
Présidence

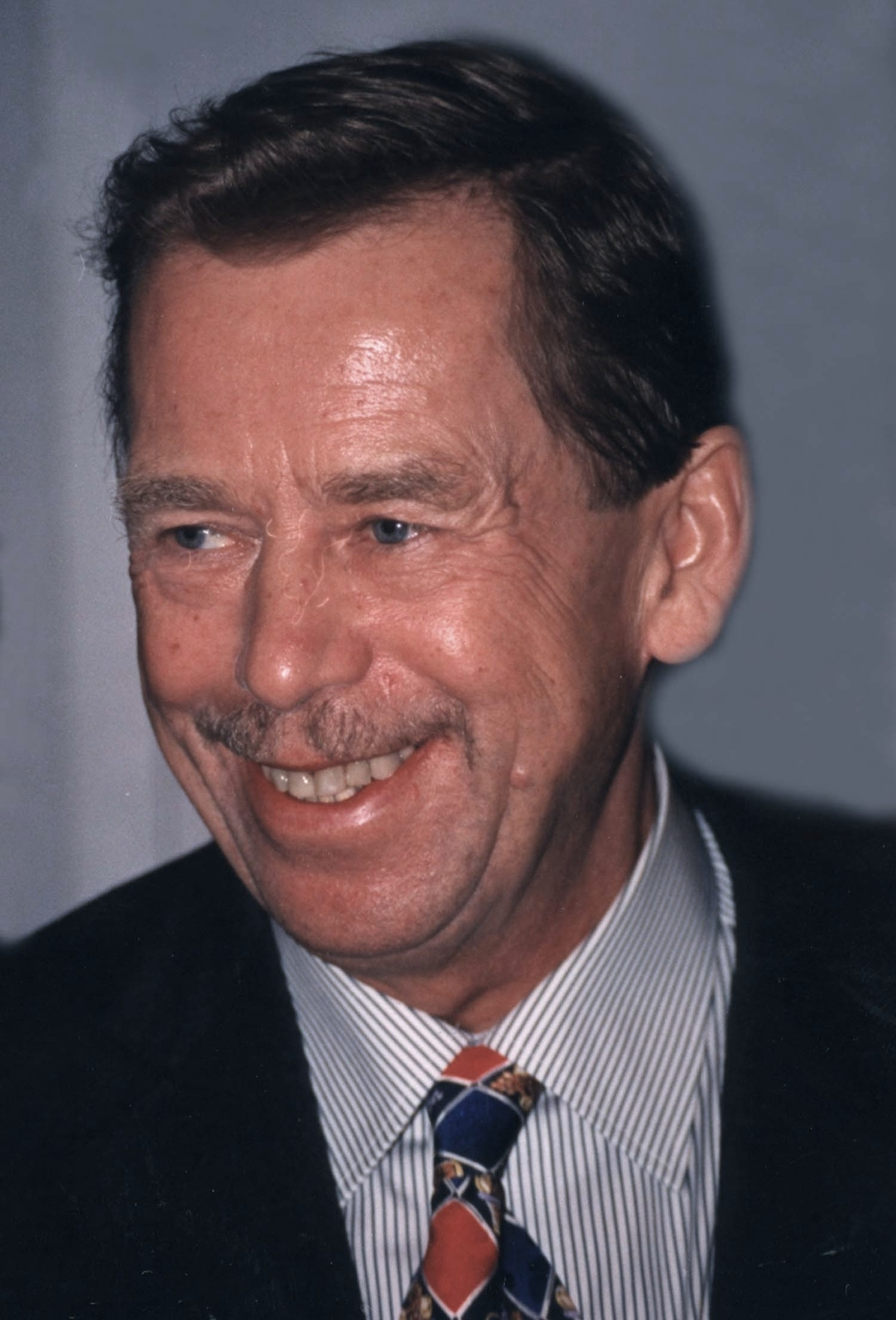
Václav Havel 1993-2003
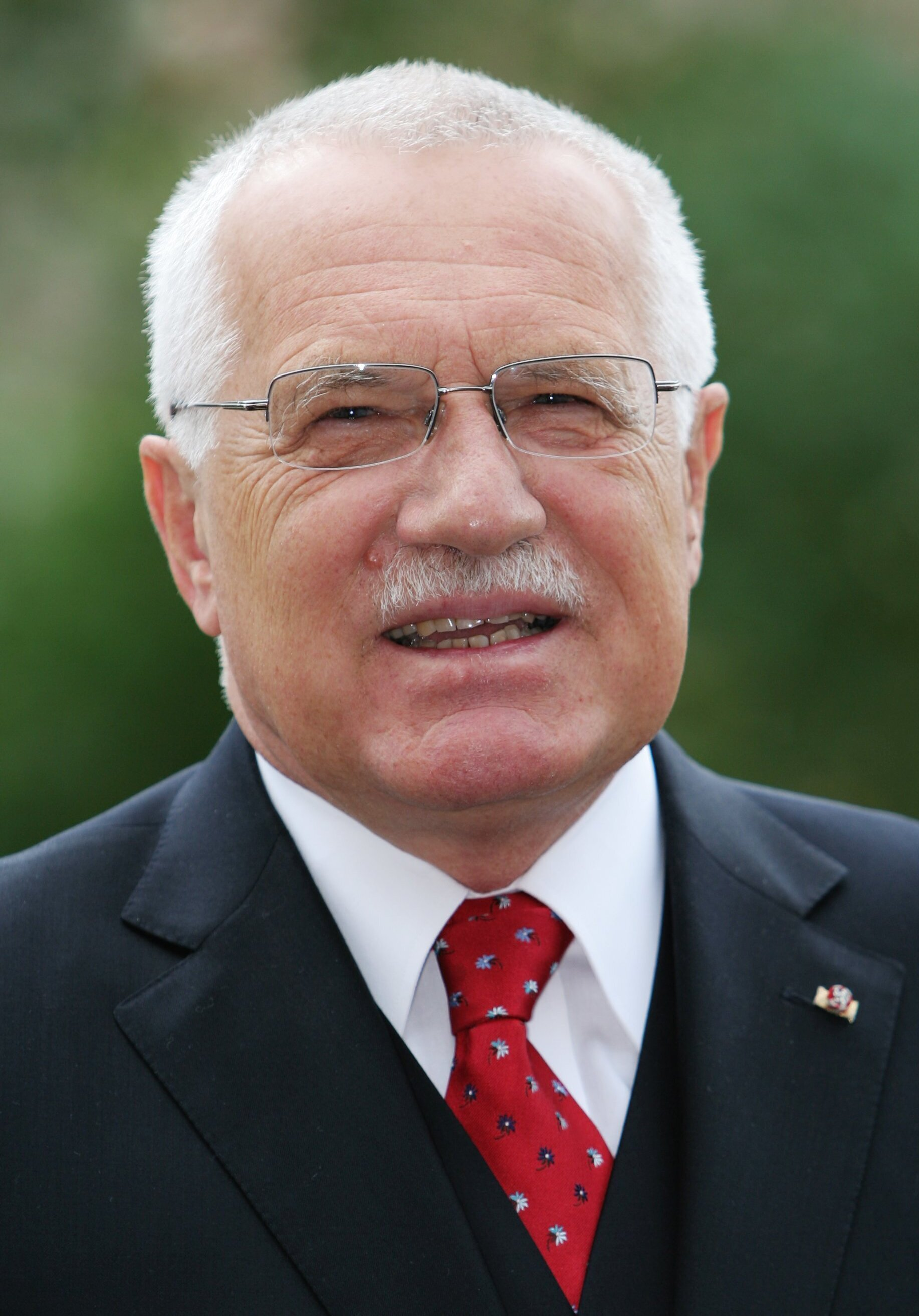
Václav Klaus 2003-2013
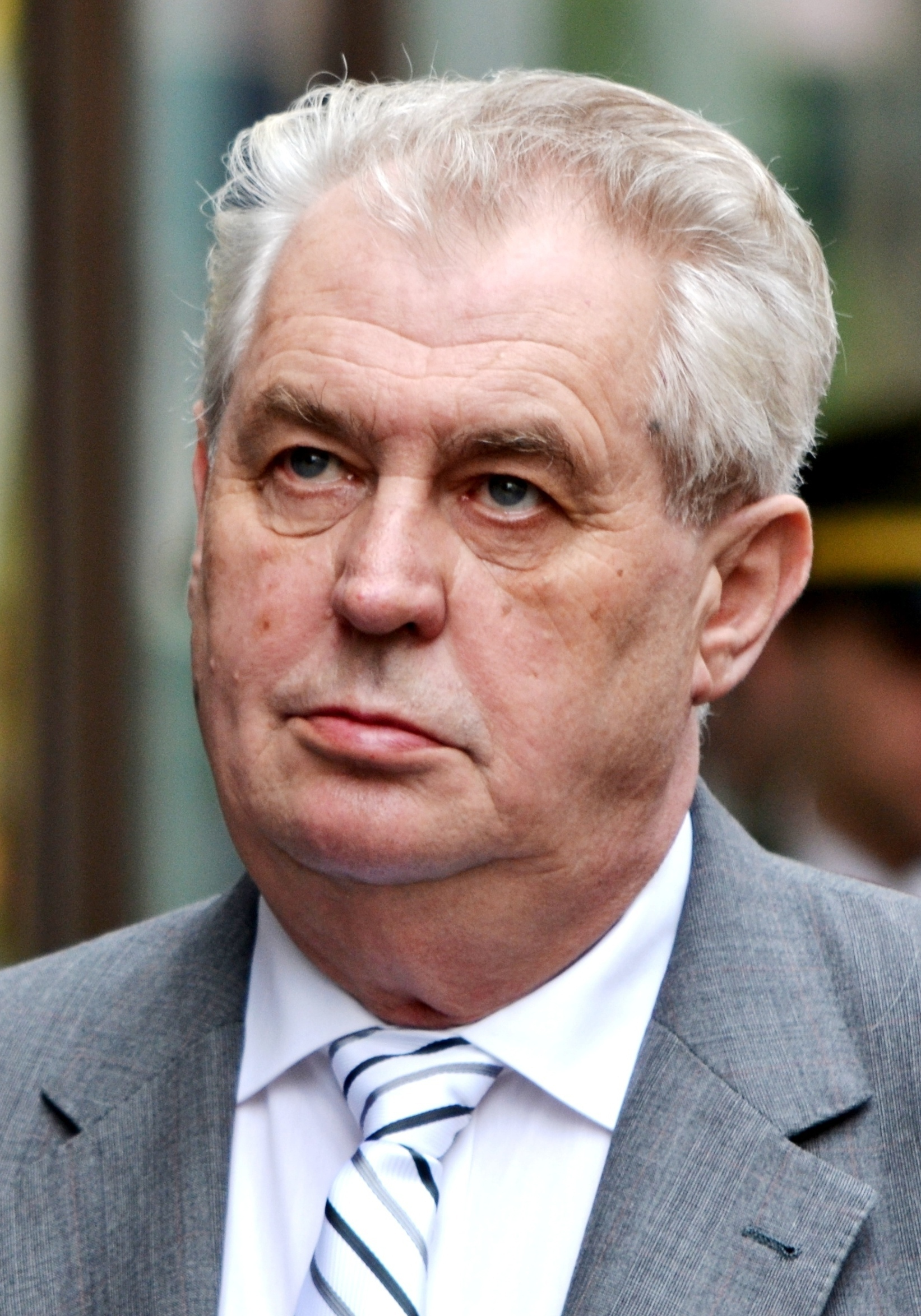
Miloš Zeman 2013-2023
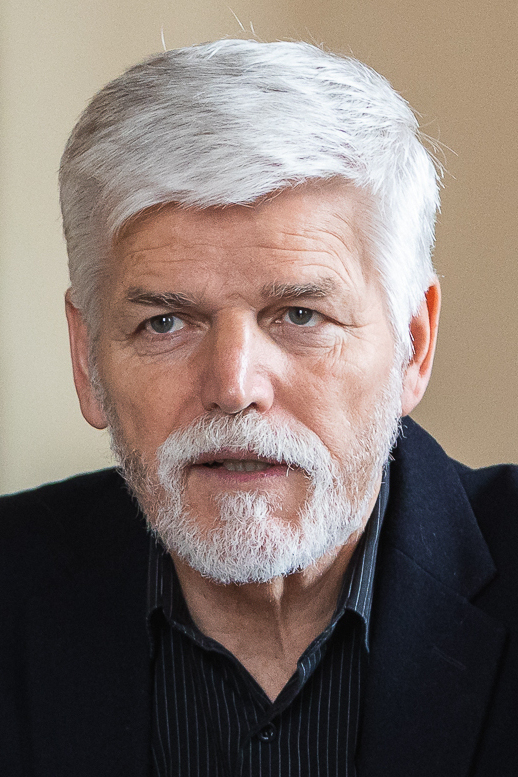
Petr Pavel 2023-présent

Gouvernement

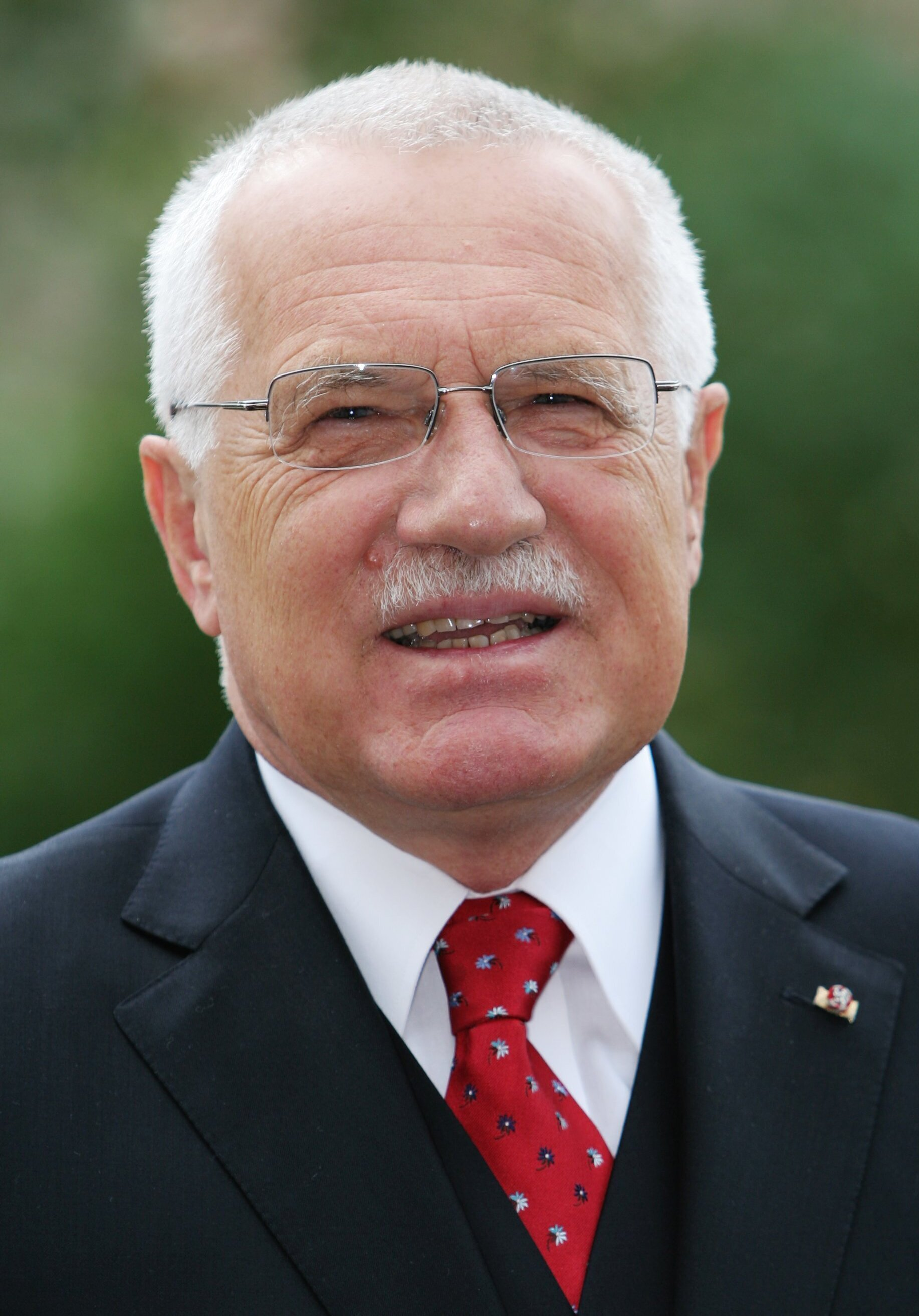
Václav Klaus 1992-1997
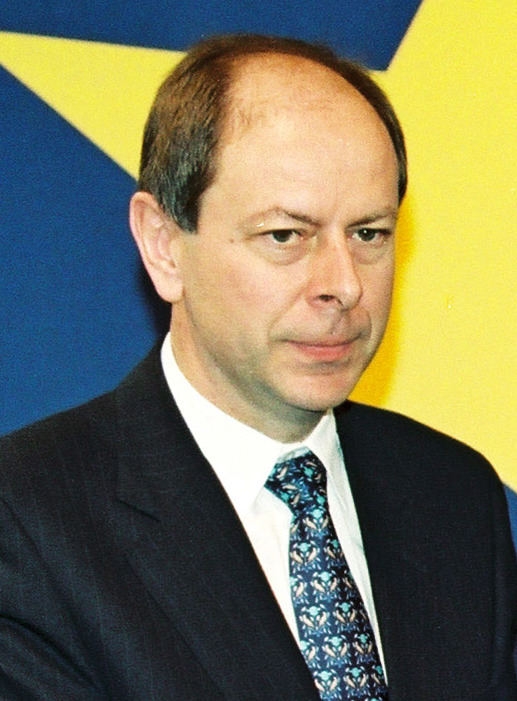
Josef Tošovský 1998
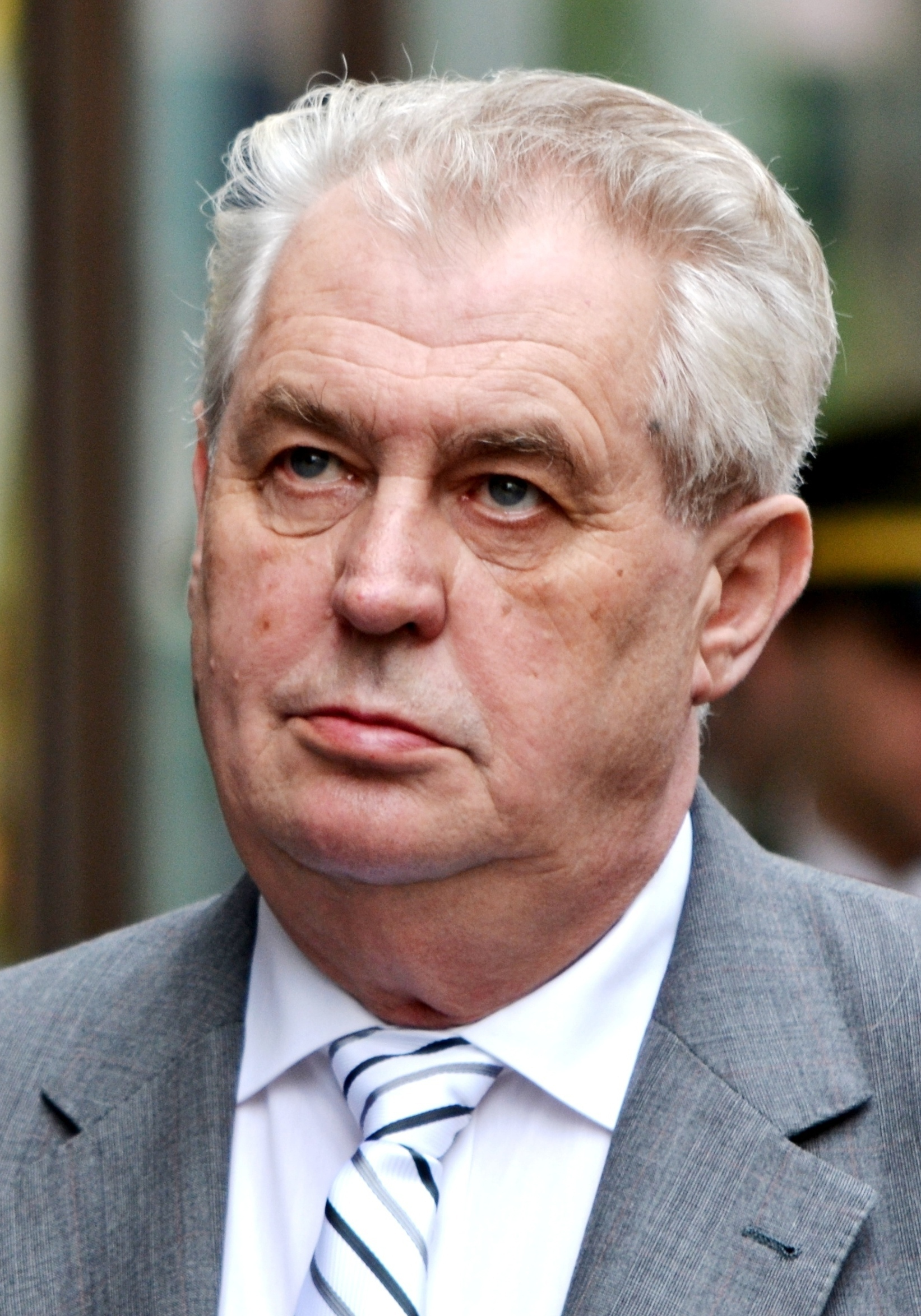
Miloš Zeman 1998-2002
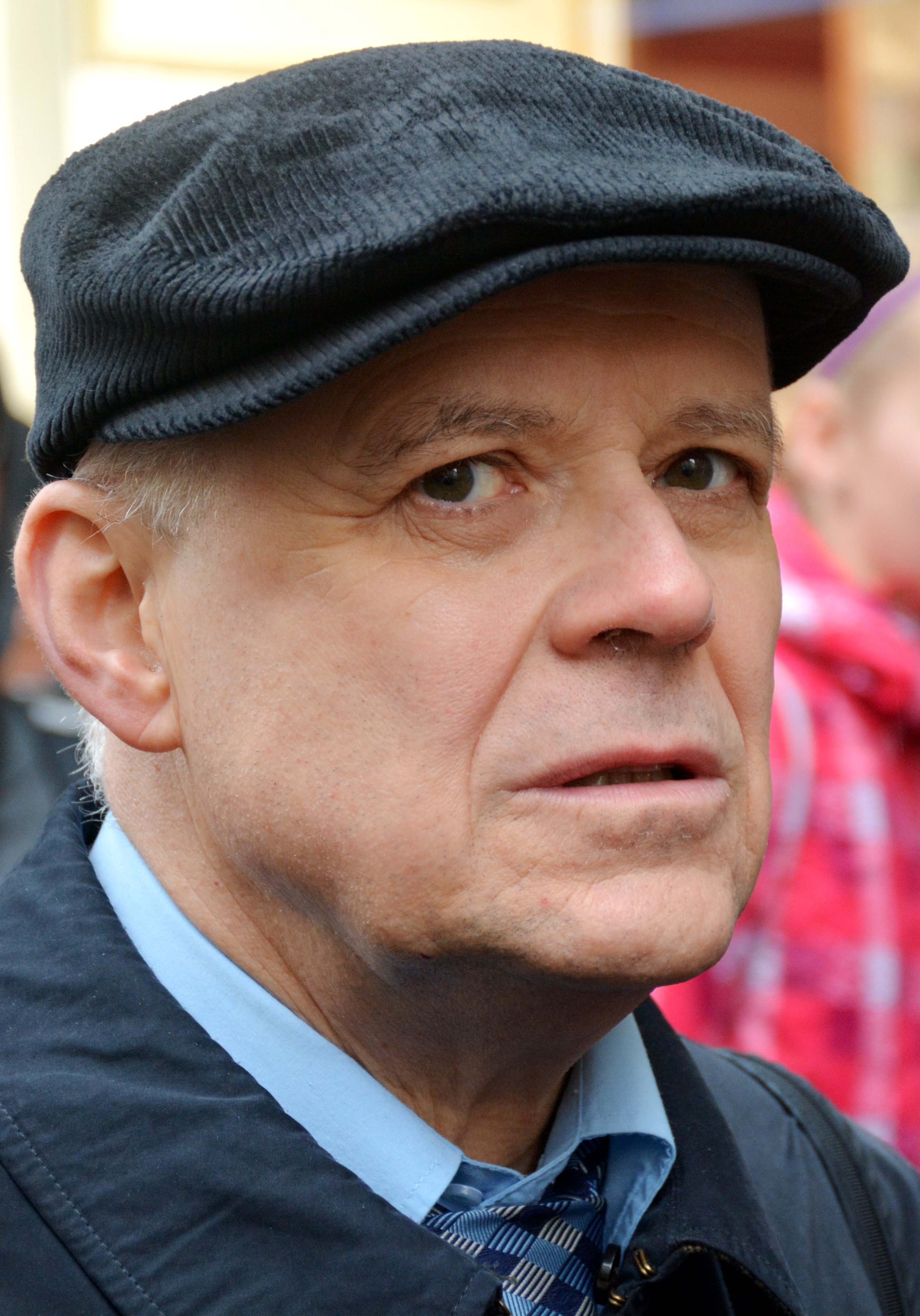
Vladimír Špidla 2002-2004
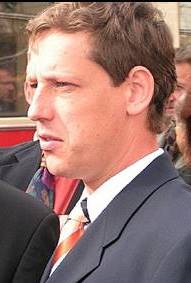
Stanislav Gross 2004-2005
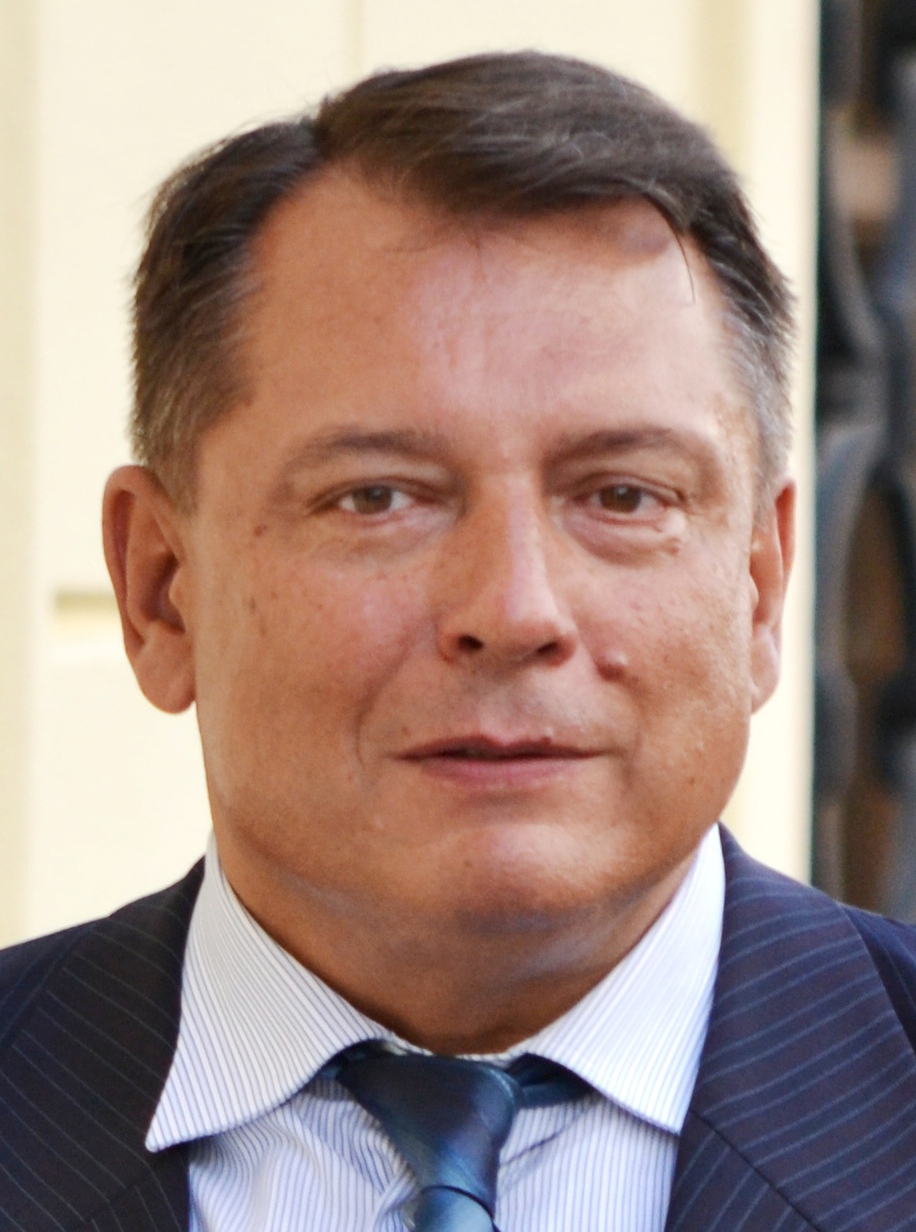
Jiří Paroubek 2005-2006
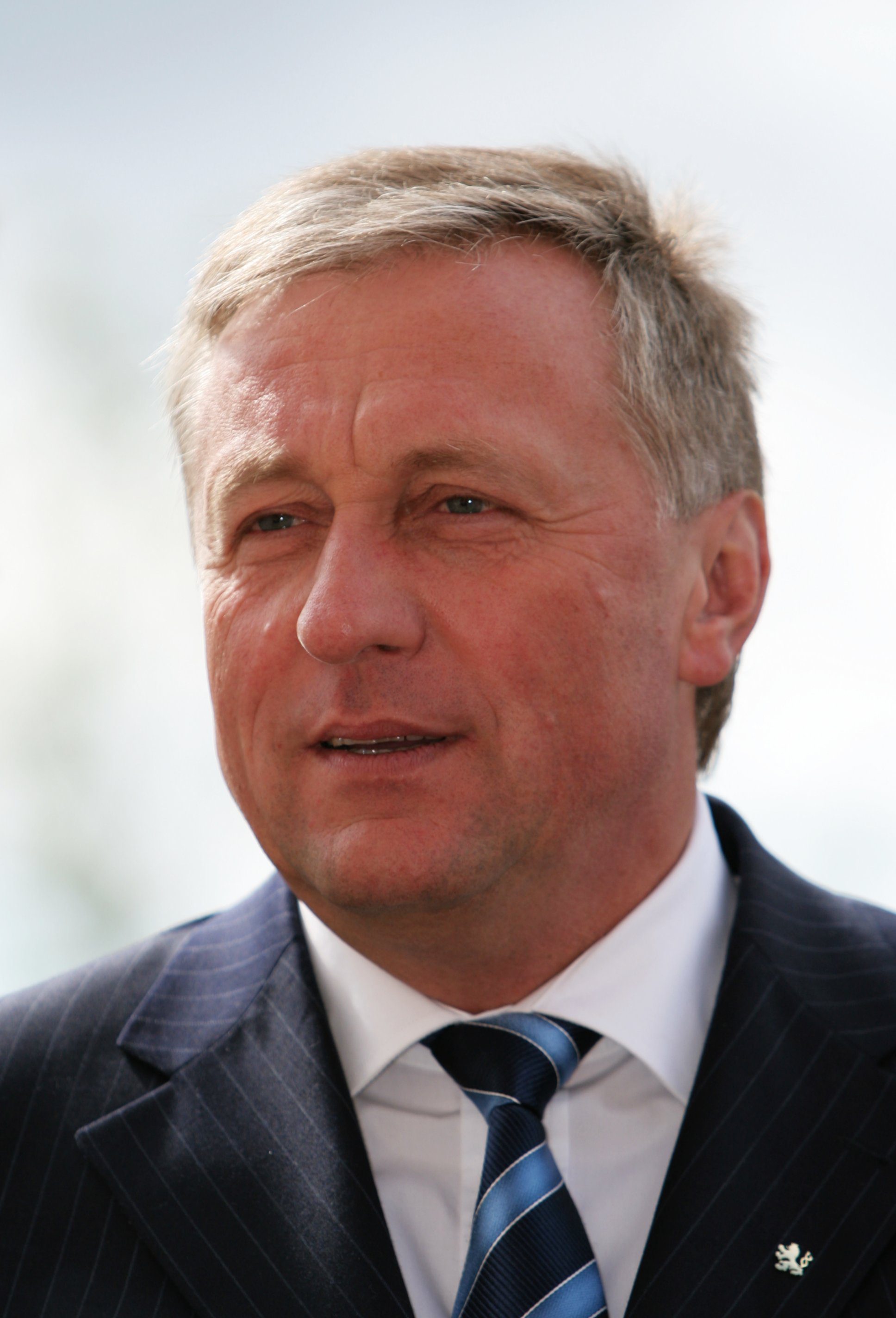
Mirek Topolánek 2006-2009
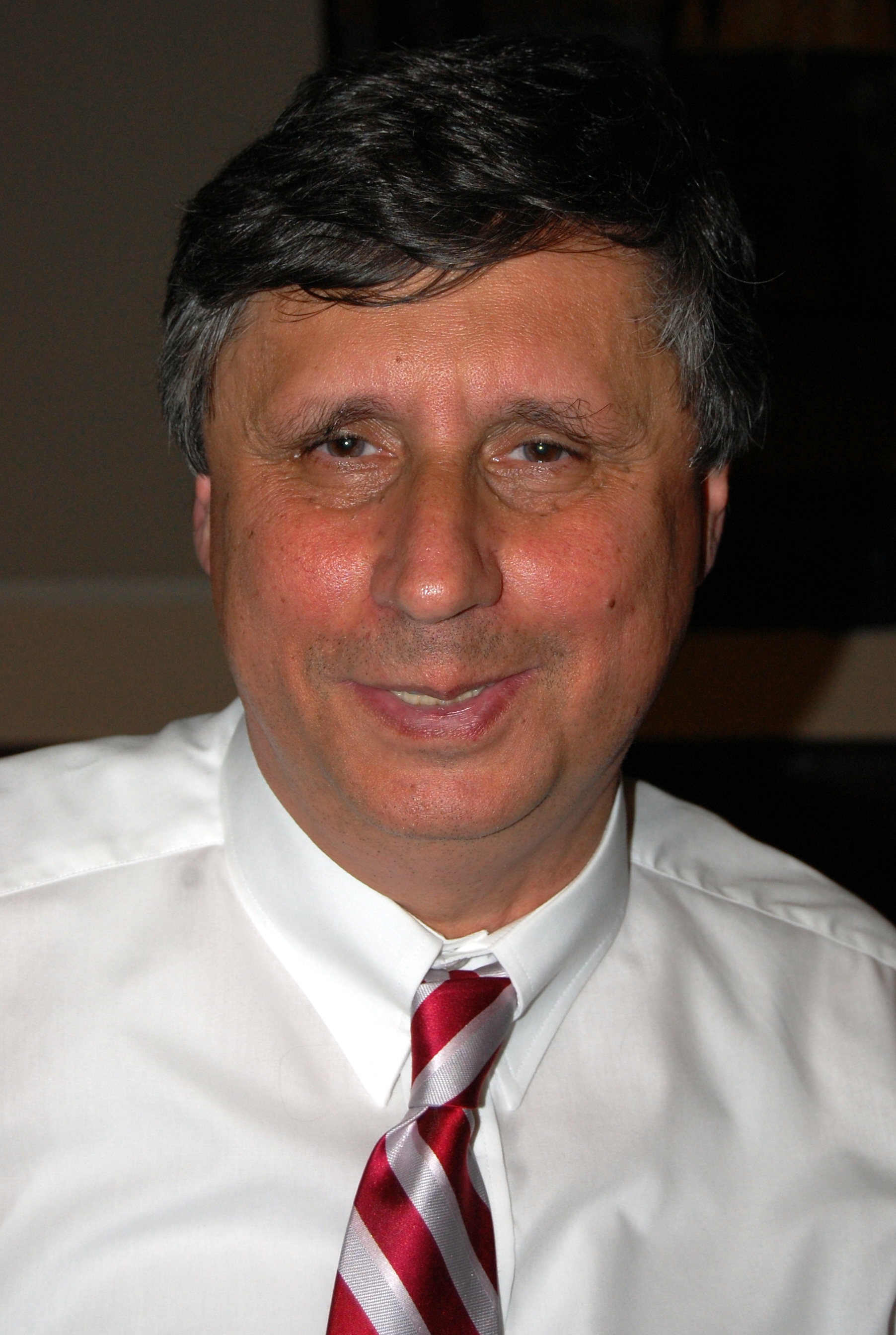
Jan Fischer 2009-2010
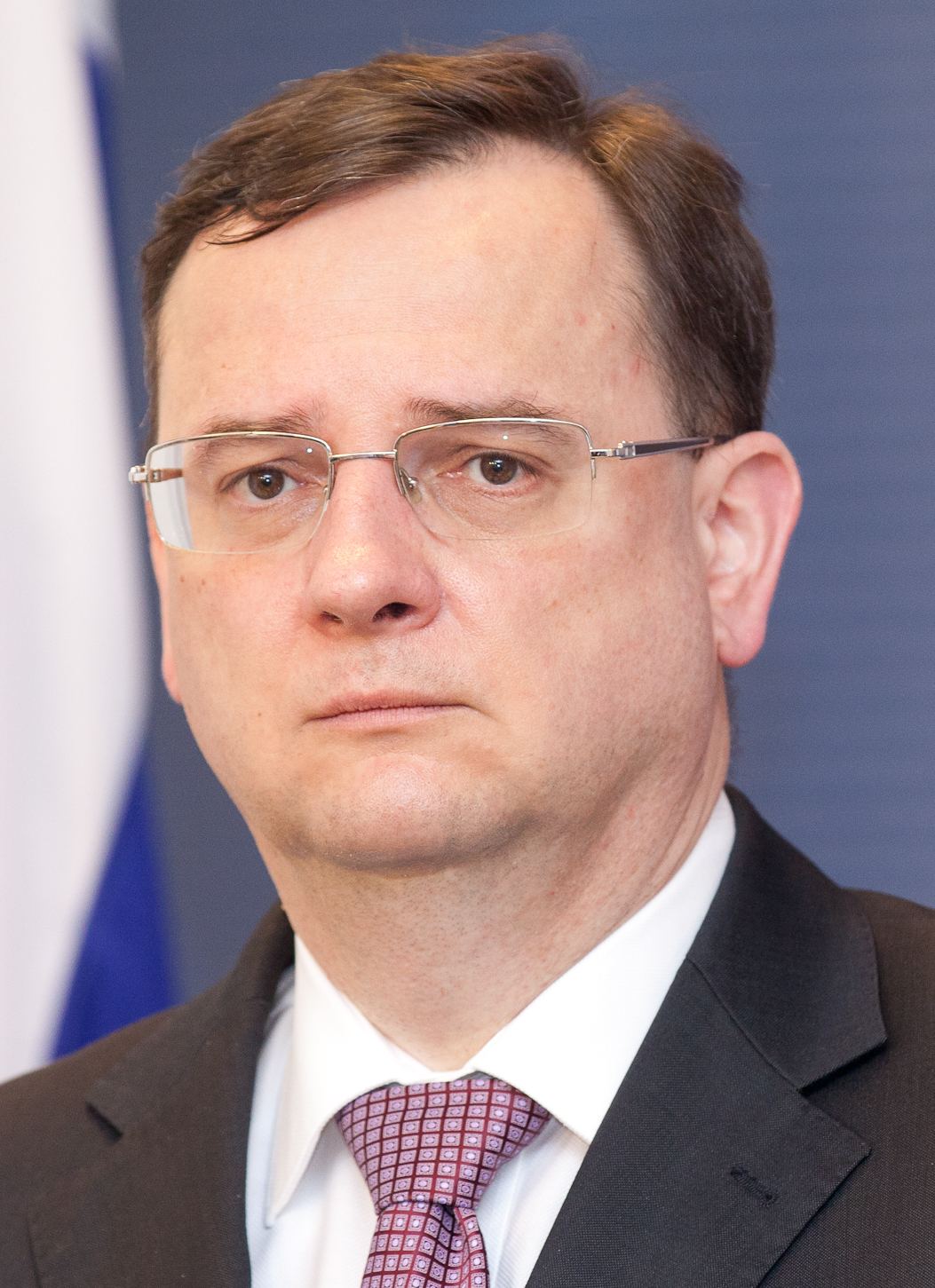
Petr Nečas 2010-2013
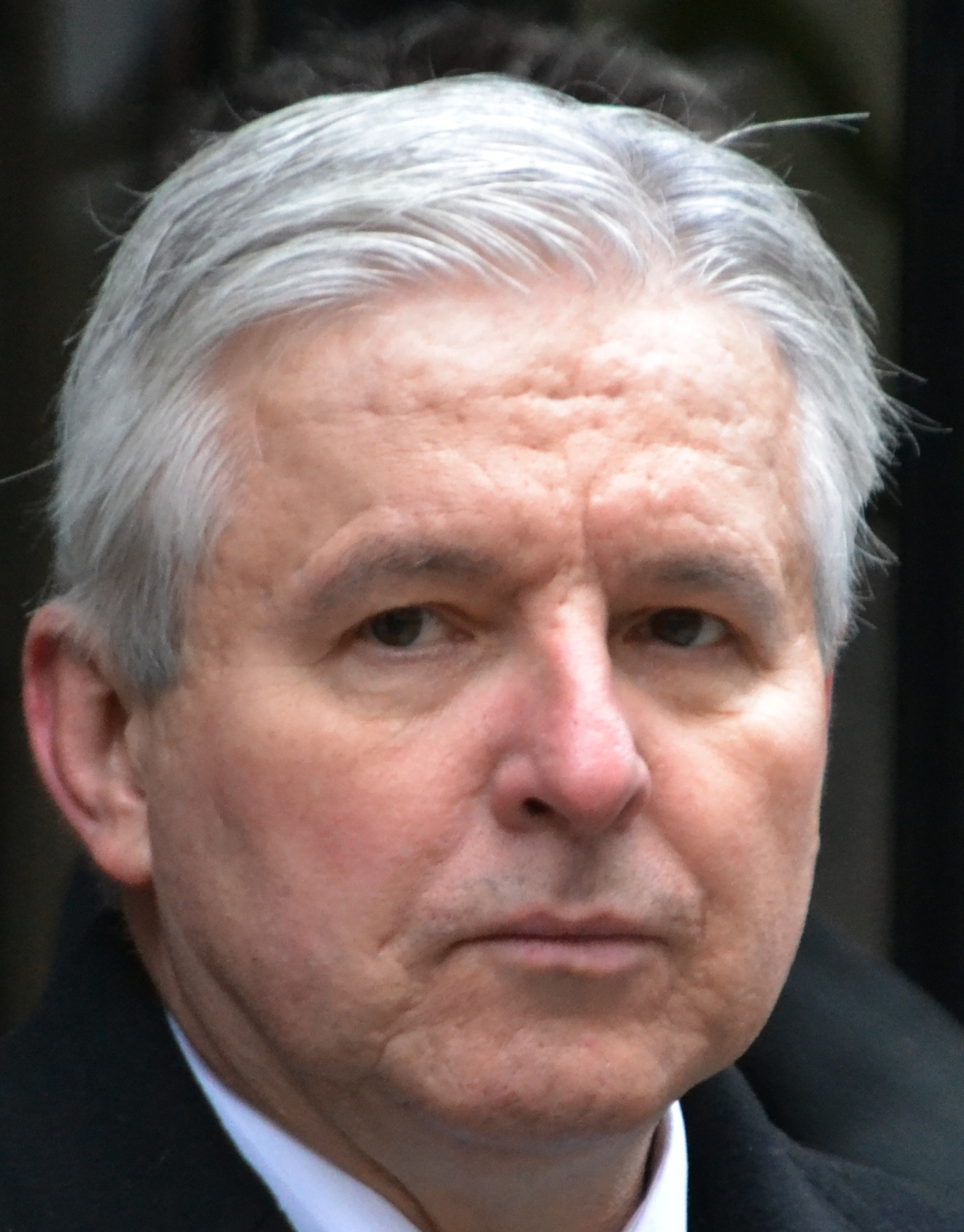
Jiří Rusnok 2013-2014
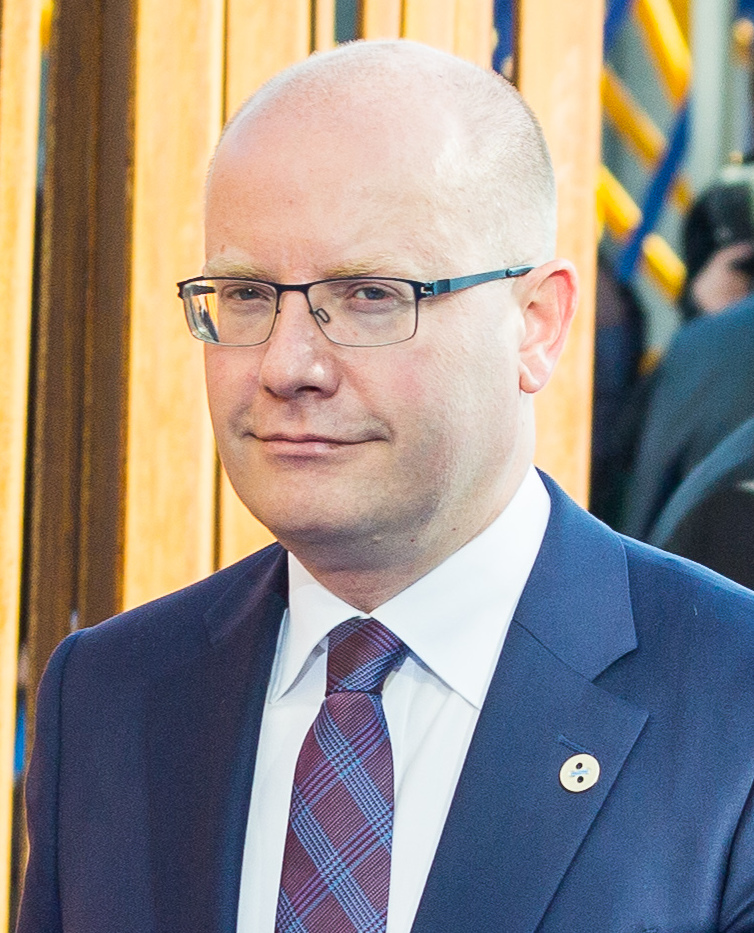
Bohuslav Sobotka 2014-2017
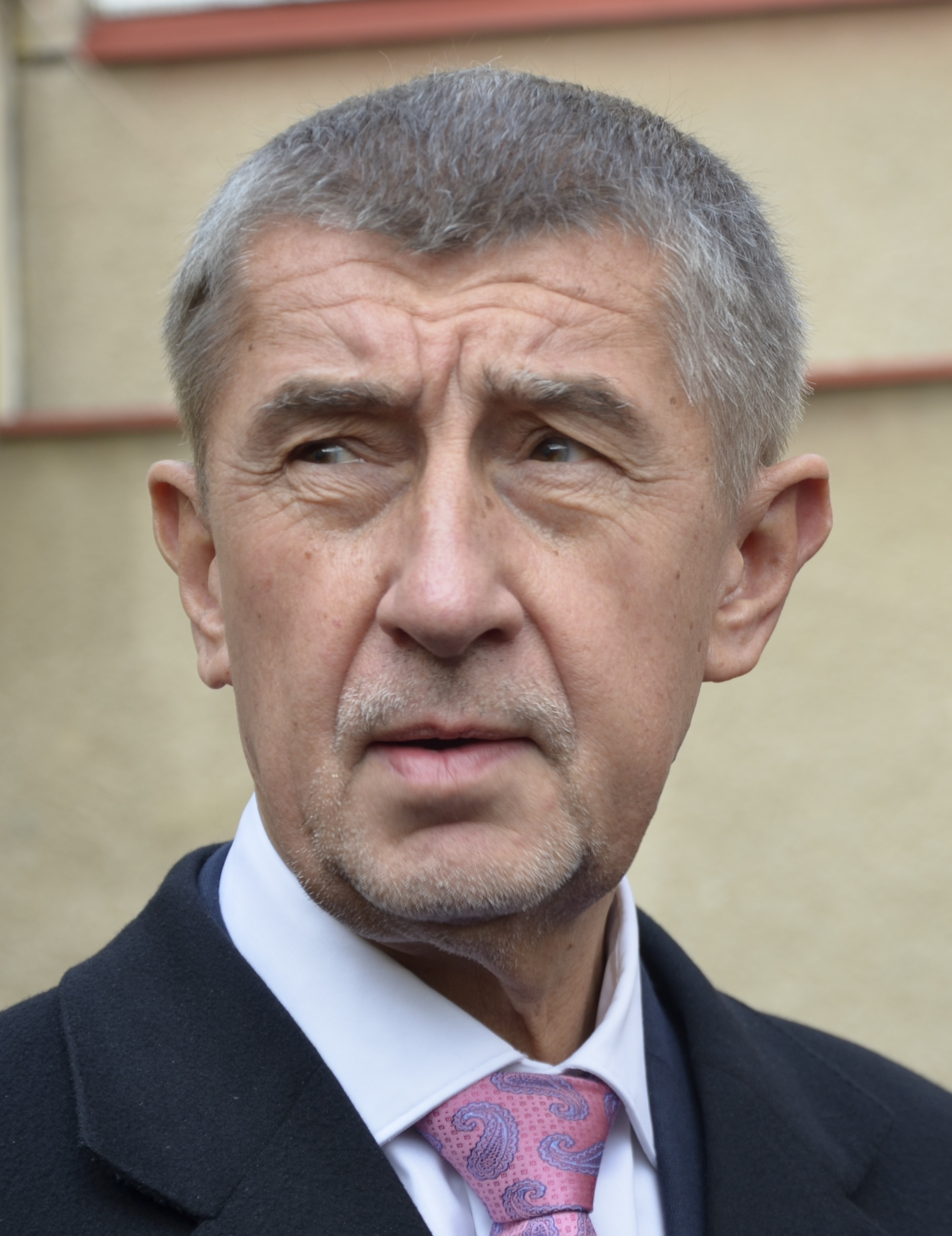
Andrej Babiš 2017-2021
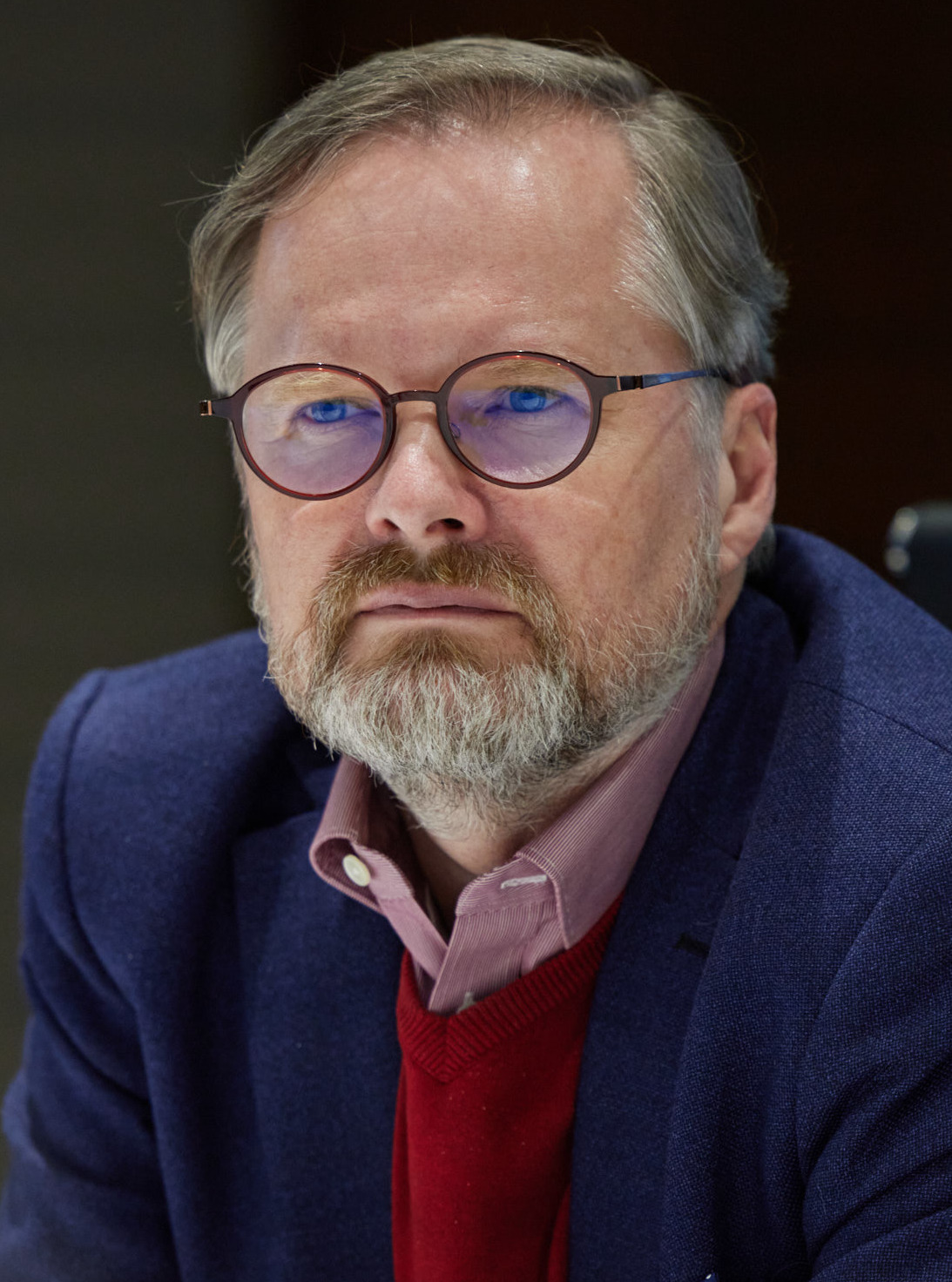
Petr Fiala 2021-présent

#### autres
- Démographie de la Tchéquie, Économie de la Tchéquie
- Politique étrangère de la Slovaquie
- Relations entre la Slovaquie et la Tchéquie
- Politique en Tchéquie, nationalisme tchèque
  - Liste des présidents de la République tchèque, liste des présidents du gouvernement tchèque
- Liste des guerres de la Tchéquie, batailles impliquant la Tchéquie
- Liste des révoltes en Tchéquie (en)
- Liste des massacres en Tchéquie (en)
- Liste des inventions et découvertes tchèques (en)
- Histoire des Juifs en Tchéquie, musée juif de Prague (1906)
- Liste de massacres en Tchéquie (et dans les entités antérieures) (en)